# Reino vándalo
El reino vándalo, cuyo nombre oficial fue reino de los vándalos y alanos, fue un reino germánico creado por el rey vándalo Genserico en 429-435 tras conquistar con su ejército la diócesis de África del Imperio romano de Occidente (las actuales Argelia y Túnez). En 439 tomó Cartago convirtiéndola en su capital. Fue reconocido de forma implícita por el Imperio con la firma de un tratado en 442, por lo que en esa fecha se suele fijar el nacimiento «oficial» del Regnum Vandalorum et Alanorum. Esta hegemonía duró unos cien años hasta la conquista del reino vándalo por el Imperio bizantino de Justiniano en el año 534.
La visión negativa que suele ser habitual sobre el reino vándalo, y sobre los vándalos en general —de ahí el término vandalismo inventado por el abate Gregoire en 1794 para aplicarlo a los revolucionarios que destruían los monumentos del ancien regime como habían hecho los vándalos en el siglo V—, procede de los autores cristianos «católicos», que eran perseguidos por los vándalos,  cristianos arrianos. Como escribió uno de ellos: «¿Se les puede denominar de otra manera que no sea con el nombre de “bárbaros”, que implica evidentemente los términos de ferocidad, de crueldad y de terror?».
Esto contrasta con las investigaciones actuales, más cercanas al juicio del historiador griego Procopio de Cesarea, que participó en la expedición bizantina de 533 y por tanto fue testigo directo de la situación del reino vándalo en su etapa final, cuando escribió: «De todos los pueblos que nosotros conocemos, los vándalos han sido el más delicado».
Pierre Cosme ha destacado el importante papel indirecto desempeñado por el reino vándalo en la caída del Imperio romano de Occidente: 

Privado de sus provincias más ricas, el Imperio romano de Occidente quedó confinado en el oeste del continente europeo, en parte ocupado por los bárbaros. No sobrevivió más que treinta y siete años después a la toma de Cartago, hasta su caída definitiva en 476.

 En el mismo sentido, para Chris Wickham la toma de Cartago en el 439 fue probablemente «el punto de inflexión que hace irreversible la caída del imperio de Occidente», en la medida en que Roma perdía el control sobre la región que era su principal abastecedora de grano y aceite.
El nacimiento y consolidación del reino vándalo fue obra de Genserico, «el más importante líder bárbaro del período de las migraciones, un auténtico genio en la guerra y en la diplomacia, de cuya inmensa valía se ha hecho eco la práctica totalidad de la historiografía». La guerra que mantuvo con el Imperio romano ha sido denominada «Cuarta Guerra Púnica», en la que a diferencia de las tres anteriores, Roma salió derrotada.

## Antecedentes

### Invasión del Imperio romano (406-418)
El 31 de diciembre de 406 atravesaban el limes del Rin un conglomerado de pueblos «bárbaros» integrado por vándalos, suevos y alanos, encabezados por el alano Respendial y el vándalo asdingo Godegisilio, a quien sucedería su hijo Gunderico. A diferencia de lo ocurrido el año anterior con la invasión de la Italia septentrional por parte de godos greutungos encabezados por Radagaiso que fueron derrotados por Estilicón en la batalla de Fiesole, penetraron sin oposición en la Galia. Una de las razones que explican que ningún ejército romano los detuviera fue que tres meses antes se había sublevado en Britania contra Honorio, emperador del Imperio romano de Occidente el general Constantino, autoproclamado emperador con el título de Constantino III, pasando a continuación al continente. Comenzó así una guerra civil que duraría cinco años —al inicio de la guerra Estilicón, el hombre designado por Teodosio I para que «tutelara» a sus hijos Honorio y Arcadio, cayó en desgracia y fue ejecutado en 408 por orden de Honorio—. En ese contexto es en el que se produjo el paso del grueso de los invasores «bárbaros» a la península ibérica en 409, aunque sigue siendo objeto de debate si lo hicieron casi como aliados de la rebelión que había surgido en Hispania en las propias filas del «usurpador» Constantino encabezada por Geroncio, su principal general. Los vándalos asdingos y los suevos se dividieron la Gallaecia, los vándalos silingos se establecieron en la Bética y los alanos en la Lusitania y en la Cartaginense. Según Peter Heather, que los alanos se quedaran con dos provincias indicaría que «eran, en esa época, la fuerza dominante de la coalición».

Reparto de las provincias de Hispania entre suevos, vándalos y alanos en 411. La Gallaecia se la dividieron los vándalos asdingos y los suevos, la Bética fue para los vándalos silingos y la Lusitania y la Cartaginense para los alanos. La Tarraconense, libre de «bárbaros», continuaría bajo el dominio romano.

El final de la guerra civil romana, con la derrota de Constantino III y de sus hijos en 411 y de su continuador Jovino en 416, posibilitó la firma en 417 de un foedus entre el vencedor en la guerra y nuevo hombre fuerte del Imperio de Occidente, el magister militum Flavio Constancio, actuando en nombre del emperador Honorio, y el rey visigodo Walia, sucesor de Ataúlfo y de Sigerico. En virtud del pacto los visigodos se comprometían a servir al Imperio como foederati y a cambio se les permitía su asentamiento en Aquitania, en el sur de la Galia, donde el rey visigodo, aunque subsistiría la administración romana, tendría amplias atribuciones que suponían el establecimiento de hecho de un embrión de Estado dentro del territorio imperial. La primera misión encomendada a los foederati visigodos fue acabar con las «monarquías militares» establecidas en Hispania por alanos y vándalos silingos. Si no pusieron fin al resto fue porque Flavio Constancio les hizo regresar a la Galia, donde fundarían el que sería conocido como el reino visigodo de Tolosa.

### La hegemonía vándala asdinga en Hispania (418-429)
Los supervivientes alanos y vándalos silingos buscaron refugio entre los vándalos asdingos de Gunderico asentados en la Gallaecia. De esta forma, nació un segundo gran grupo bárbaro asentado dentro del Imperio (tras los visigodos). Así lo relató el cronista Hidacio:

Los vándalos silingos son exterminados todos por Valia en la Bética. Los alanos, que dominaban a los vándalos y a los suevos, de tal modo son batidos por los Godos que, extinguiendo a su rey Ataces, los pocos de ellos que habían quedado, abolido el título de reino, se someten al favor del Gunderico de los vándalos que estaban asentados en la Gallaecia.

Campañas de la guerra suevo-vándala (419-420) uno de cuyos episodios principales fue el asedio vándalo de 420 en los montes Nerbasios, de localización desconocida, y que los suevos únicamente lograron levantar con la ayuda del comes Hispaniarum Asterio y del vicario Maurocelo.

A partir de la incorporación de los alanos y vándalos silingos supervivientes Gunderico adoptó el título de rex Vandalorum et Alanorum y hacia el 420 desde la Gallaecia se dirigió a la Bética donde ocupó el «vacío» dejado por los silingos, que probablemente fue allí donde se sumaron a los asdingos, iniciándose un proceso de etnogénesis en torno al pueblo asdingo, gentilicio adoptado por la dinastía real iniciada por Gunderico. Según David Álvarez Jiménez, fueron tres los motivos que llevaron a Gunderico a trasladarse a la Bética: reunirse con los supervivientes silingos; buscar un territorio más grande y más rico que la Gallaecia para mantener a la nueva supergens vándala; y alejarse de sus vecinos conflictivos, los suevos, con los que mantuvieron una guerra, la guerra suevo-vándala (419-420), y a los que sometieron en 420 a un asedio en los montes Nerbasios, de localización desconocida, y que los suevos únicamente lograron levantar con la ayuda del comes Hispaniarum Asterio y del vicario Maurocelo, y también alejarse de los visigodos de Aquitania. Los vándalos asdingos llamaron a la Bética Vandalousia, ¿topónimo del que deriva Andalucía?.
En 422 el magister militum Castino, acompañado de un importante contingente godo, probablemente procedente de las filas de la hueste del derrotado Radagaiso, intentó desalojar a los vándalos de la Bética, dos años después de su llegada, pero tras unos éxitos iniciales —los vándalos se tuvieron que refugiar en las montañas— en la batalla definitiva los godos, según Hidacio, le traicionaron y se pasaron al bando vándalo y Castino tuvo que huir a Tarraco. Tras la «derrota humillante» de Castino el Imperio romano de Occidente (cuyo dominio de Hispania se limitaba a la Tarraconense) ya no emprendió ninguna otra acción militar para recuperar la Bética, a pesar de que podía contar con los foederati visigodos de Aquitania.
Durante los casi diez años que los vándalos permanecieron en la Bética —a pax Vandala hispánica, denomina David Álvarez Jiménez al período— aprendieron de los hispanorromanos (de Iulia Traducta [Algeciras], probablemente) las técnicas de la navegación lo que les permitió emprender sus primeras acciones de piratería contra las islas Baleares y contra Cartago Nova, y también contra las costas de la Mauretania Tingitana, incluidas Septem (Ceuta) y Tingis (Tánger), la capital. Según David Álvarez Jiménez estas acciones piráticas «respondían a cuatro motivaciones principales: poner en práctica lo aprendido...; obtener botín; ayudar a planificar el posterior paso a África, que ya debía estar en gestación, y, finalmente, clarificar su posición hegemónica en la península a través de actos violentos de represalia».
En una de estas razias murió Gunderico sucediéndole en 428 su hermanastro Genserico —ambos eran hijos de Godegisilio—, asociado al trono vándalo durante los último años del reinado de aquel. Genserico sería quien dirigiría el paso a África, cuyos preparativos se realizaron en secreto, no sin antes derrotar cerca de Emérita Augusta a los suevos, aún paganos, que habían salido de la Gallaecia para depredar las provincias vecinas —en el curso de la contienda moriría el rey suevo Heremigario—. El hispanorromano Hidacio relató así lo acontecido:

El rey Genserico, dejando las Hispanias, se embarca en el mes de mayo en la costa de la provincia de la Bética con todos los vándalos y sus familias y pasa a la Mauritania y al África; mas advertido, antes de haber llegado allá, de que el suevo Heremigario asolaba a su paso las provincias vecinas, vuélvese con algunos de los suyos; le da alcance en la Lusitania, y no lejos de Mérida le acomete, matando a muchos de los que acaudillaba. Heremigario, que había despreciado a aquella ciudad con ofensa a la santa mártir Eulalia, no quedándose, a su juicio, otro recurso que la fuga, huye más veloz que el Euro, y perece precipitado por el brazo divino en el río Guadiana. Muerto de este modo, Genserico emprende la navegación.

Genserico aprovechó la situación de inestabilidad del Imperio romano surgida tras la muerte en 421 de Flavio Constancio y en 423 de Honorio y la proclamación como nuevo emperador de Valentiniano III en 425 con sólo seis años de edad, y cruzó el estrecho de Gibraltar en mayo de 429. Como ha señalado Claire Sotinel, «como los godos de Alarico antes que ellos, los vándalos aspiraban a encontrar un territorio rico, suficientemente alejado de los ejércitos imperiales para poder vivir en una completa independencia». De Genserico dejó escrito el siguiente poco atractivo retrato el historiador de origen godo Jordanes:

Era de talla mediana y cojeaba a causa de la caída de un caballo. Tenía proyectos ambiciosos, hablaba poco, despreciaba el lujo; su ira era ciega, amaba poseer, estaba lleno de recursos para causar problemas a las naciones, demostró su disposición para sembrar gérmenes de la discordia, despertar crisoles de odio.

## Historia

### La conquista del norte de África (429-439)

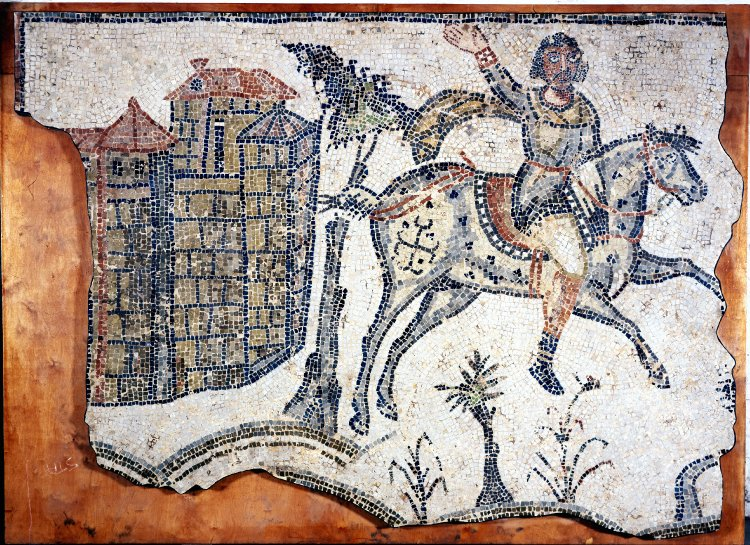
Mosaico de un pavimento de Bordj Djedid cerca de Cartago (en la actualidad en el Museo Británico) que representa a un guerrero vándalo a caballo.

El historiador bizantino Procopio de Cesarea, autor en el siglo VI de una Historia de la guerra de los vándalos, afirmó que Genserico fue llamado por el comes de la diócesis de África Bonifacio, pero, como ha comentado Pierre Cosme, «los vándalos, hambrientos, no tenían sin duda ninguna necesidad de que se les sugiriera dirigirse hacia el granero de trigo del Imperio de Occidente». Lo que sí pone de manifiesto esta supuesta «llamada» de Bonifacio, según Cosme, es la existencia en África de fuertes tensiones internas religiosas y sociales, debido sobre todo a la pervivencia de la herejía donatista que contaba con el apoyo de los circumcelliones, pero también a la pugna entre «católicos» y arrianos, estos últimos minoritarios, pero que habían alcanzado los círculos de poder; de hecho, al parecer el propio Bonifacio y su esposa eran arrianos, como también lo eran los vándalos.
Ciertamente el comes Bonifacio estaba enemistado con la corte de Rávena porque no lo habían nombrado comandante supremo del ejército romano (magister militum praesentalis) y por eso había desobedecido la orden que le había dado en 427 la emperatriz Gala Placidia, que actuaba en nombre de su hijo de corta edad Valentiniano III, de que acudiera a la capital de Occidente y los términos de la orden le hicieron temer que sería detenido. La respuesta fue el envío a África para reducirlo de un contingente de tropas al mando de Sigisvulto, un godo al servicio del Imperio. ¿Fue entonces cuando Bonifacio habría llamado en su ayuda al vándalo Genserico? Numerosos historiadores actuales lo ponen en duda. Pero si fue ese el caso, puntualiza Pierre Cosme, enseguida debió de darse cuenta de su error al conocer que unos ochenta mil vándalos asdingos y alanos, incluidos mujeres, niños y ancianos, habían cruzado las Columnas de Hércules, el nombre dado en la Antigüedad al estrecho de Gibraltar. De ellos unos quince mil eran varones adultos preparados para el combate. El paso del estrecho duró cerca de un mes y se utilizó una flotilla formada por unas quinientas embarcaciones. Durante su estancia en Hispania los vándalos había dominado las técnicas de navegación y habían realizado incursiones en las islas Baleares. Desembarcaron probablemente en Tingis (actual Tánger) capital de la Mauretania Tingitana.
Se desconoce el número de efectivos militares del ejército romano de África que podrían oponerse a los quince mil combatientes vándalos y alanos, pero se calcula que los doblarían en número. Sin embargo, en sólo tres meses, de mayo a agosto de 429, recorrieron setecientos kilómetros hacia el este hasta tomar la ciudad de Altava en la Mauretania Caesariensis y tras haber atravesado toda la Mauretania Tingitana. Diez meses después, en junio de 430, ya se encontraban ante las murallas de Hipona, la ciudad de Agustín, mil doscientos kilómetros más lejos, tras atravesar las provincias de Mauretania Sitifensis y de Numidia y habiendo entrado en la de África proconsular. El conde Bonifacio había intentado detener su avance, pero fue derrotado en la batalla de Calama en mayo de 430. Como ha señalado Pierre Cosme, sus tropas, dedicadas principalmente a la vigilancia de las fronteras frente a las incursiones de las tribus bereberes y de nómadas del desierto, «no estaban en absoluto preparadas para combatir una tropa aguerrida y endurecida por años de combate entre el Rin y el Mediterráneo».

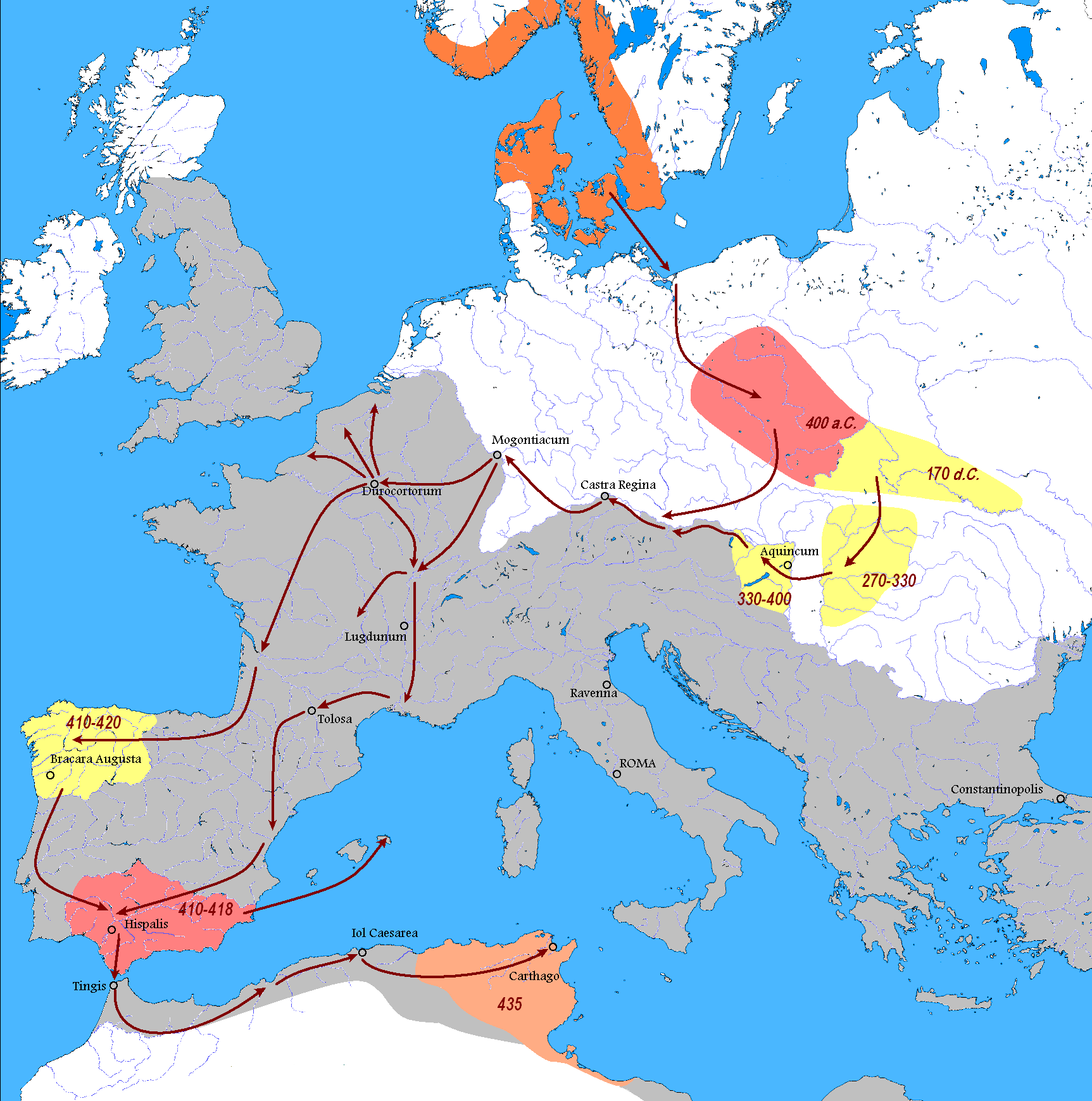
Migración del pueblo vándalo desde el Barbaricum hasta el África romana, que conquistaron en solo diez años (429-439). Este mapa sigue la teoría tradicional que sitúa el origen de los vándalos en Escandinavia y no en la Cultura de Przeworsk (actual Polonia).

Tras la derrota en Calama Bonifacio se refugió con el resto de su ejército en Hipona. Los vándalos la sometieron a un asedio que duró más de un año, de junio de 430 a agosto de 431 —durante el sitio murió Agustín, que así no llegó a ver como su ciudad caía en poder de los «bárbaros»—. El asedio duró tanto tiempo porque los vándalos no dominaban todavía el arte de tomar una ciudad amurallada. Los refuerzos enviados desde Oriente bajo las órdenes del comes Aspar no pudieron evitar una nueva derrota romana. Bonifacio, que logró escapar del asedio de Hipona, fue llamado a Rávena por Gala Placidia para que la apoyara contra el general Aecio, pero fue derrotado y herido de muerte en la batalla de Rímini en el otoño de 432.
Aecio, el nuevo hombre fuerte de Occidente se casó con la viuda de Bonifacio y optó por firmar un acuerdo de paz con Genserico según el cual los vándalos obtenían el estatuto de foederati, instalados en Mauretania Sitifensis y en Numidia y reconociendo la autoridad del emperador Valentiniano III en cuyo nombre asegurarían la defensa de las dos provincias. «Por ese tratado, análogo a los que Roma había concluido antes con ciertas tribus bereberes, el poder imperial pensaba haber salvado lo esencial: Cartago, el África proconsular y la Bizacena, la metrópoli y la tierras más ricas de trigo de África», ha afirmado Pierre Cosme. Sin embargo, como ha señalado Claire Sotinel, «Genserico sabía que había conquistado un reino». Cuatro años más tarde, en octubre de 439, rompió el acuerdo, tomó Cartago y se apoderó del África proconsular y de Bizacena. Se ha especulado sobre por qué Aecio no desplazó allí un ejército para impedirlo, teniendo en cuenta que esas dos provincias eran vitales para el aprovisionamiento de grano de Roma y de Italia: ¿dio prioridad a restablecer el dominio romano sobre la Galia frente a los visigodos y los burgundios?.
La ciudad no fue arrasada, ya que Genserico la convirtió en la capital de su reino y en la metrópoli del arrianismo, mientras que el obispo «católico» fue obligado a embarcar rumbo a Nápoles. Numerosos notables de la ciudad fueron despojados de sus bienes en beneficio de los vencedores. «Una forma de desarmar a los eventuales oponentes», ha subrayado Pierre Cosme. Por su parte Luis Agustín García Moreno ha señalado que con la conquista del norte de África por los vándalos nació «el primer Estado germánico que no reconocía ninguna superioridad al Imperio ni mantenía con él alianza alguna».

### La consolidación del reino (439-477)

#### El tratado de paz de 442
Tras conocerse la noticia de la caída de Cartago Aecio partió hacia la Galia para buscar refuerzos, mientras que el emperador Valentiniano III pedía la ayuda del emperador de Oriente Teodosio II y tomaba una serie de medidas para paliar el efecto que tendría sobre Roma y sobre Italia la pérdida de su «granero» y para asegurar su defensa ante un posible desembarco de las tropas de Genserico. De hecho una parte de la población estaba empezando a marcharse ante la previsible hambruna y temiendo ser enrolada en el ejército en una Roma cuyas murallas no estaban en buen estado, y que inmediatamente comenzaron a ser reparadas. El emperador decretó un impuesto extraordinario para sufragar la defensa y promulgó una ley que permitía a los mercaderes orientales comerciar con Roma, intentando conseguir así nuevas fuentes de abastecimiento de la ciudad, aunque era consciente de que ninguno de ellos podría suplir a la annona. También reiteró las duras penas contra los desertores y prohibió en el rescripto De tironibus et de ocultatoribus desertorum que los grandes terratenientes impidieran que sus colonos se incorporaran al ejército cuando eran llamados a las armas.

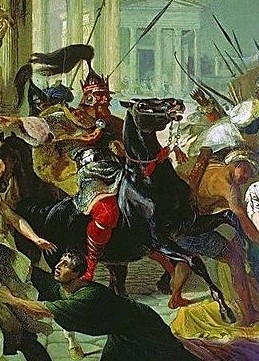
Detalle del cuadro del pintor ruso del Karl Briulov sobre el saqueo de Roma (455) en el que aparece el rey vándalo Genserico a caballo dirigiendo el asalto a la ciudad.

Mientras tanto Genserico había pasado a la ofensiva lanzando a partir de junio de 440 una gran campaña de acciones piráticas en las costas del sur de la península itálica y sobre todo de Sicilia perpetradas por la flota de guerra que había conseguido formar reconvirtiendo las embarcaciones ancladas en el puerto de Cartago, en su mayoría naves de transporte dedicadas fundamentalmente al comercio de la annona con Roma, y gracias también a los conocimientos sobre el arte de la navegación adquiridos durante la estancia de los vándalos en la Bética. De la gravedad de la situación —Aecio estaba lejos y ya no había una classis Misenensis que protegiera las costa itálicas, un dato que conocía Genserico— da idea el rescripto imperial De reddito iure armorum ('Sobre el restablecimiento del derecho a las armas') que restauraba el derecho de los ciudadanos romanos a portar armas para que así pudieran hacer frente a los ataques piratas (ut resistendi praedonibus cura subeatur: 'que deberían encargarse de resistir a los ladrones') dirigidos por «Genserico, enemigo de nuestros imperios» (Gensericus hostis imperii nostri). También se reconstruyó la muralla de Nápoles, expuesta a los ataques por tierra y por mar (ad omnes terra marique incursus expositam et nulla securitate gaudentem ingenti), y de otras localidades costeras, incluidas algunas de la isla de Cerdeña.
El emperador de Oriente Teodosio II envió un ejército en ayuda de su primo Valentiniano III, quien por su parte logró reunir otro formado por varias decenas de miles de hombres, al mando de Aecio. Los dos ejércitos se reunieron en Sicilia donde más de mil embarcaciones estaban dispuestas para transportarlos al continente africano —de hecho Genserico había asediado Palermo durante el verano de 440, pero había regresado a Cartago al tener conocimiento de la llegada del contingente oriental, retirada que también se debió a las dificultades que seguían teniendo los vándalos para asaltar una ciudad amurallada—. Sin embargo, las tropas imperiales nunca llegaron a hacerse a la mar porque Teodosio II hizo volver a su ejército debido a que los hunos al mando de Atila habían roto el limes del Danubio y amenazaban Constantinopla.
Al contar únicamente con sus propias fuerzas a Valentiniano III no le quedó más remedio que negociar con Genserico. El nuevo tratado fue firmado en 442 y según lo acordado en él los vándalos ocuparían el África proconsular, la Bizacena y la mitad oriental de Numidia, es decir, las provincias más ricas, mientras que la Mauretania Caesariensis, la Mauretania Sitifensis y el resto de Numidia, volverían a estar bajo la administración romana. A cambio Genserico se comprometió a abastecer de grano a Roma, en forma de tributo, y envió a su hijo y heredero Hunerico como rehén a la corte de Valentiniano III, pero poco después fue «devuelto a su padre», según relata Procopio, y entonces Hunerico repudió a su esposa, que era hija de Teodorico I —según Procopio la devolvió a Tolosa tras mutilarle la nariz y las orejas—, lo que supuso la ruptura de relaciones de los visigodos con los vándalos, y se prometió con Eudocia, hija de Valentiniano III, enlazando de esta manera la dinastía teodosiana con la dinastía «bárbara» asdinga, un acuerdo inédito en la historia romana. Genserico recibió el título de «rey aliado y amigo de Roma» (rex socius et amicus).
Aunque en Roma y en Rávena fue presentado como una victoria de Aecio y de Valentiniano III —en un panegírico Merobaudes afirmó que Genserico había «abandonado el ropaje del enemigo» y que deseaba «contar a los romanos entre sus parientes, uniendo su descendencia a la suya por una alianza matrimonial»—, el tratado de 442 fue un completo desastre para el Imperio de Occidente y un enorme éxito para Genserico. «Los vándalos se encontraban con la posesión consolidada de las más ricas provincias del Occidente romano», mientras que «la pérdida de sus mejores provincias norteafricanas, unida a la enorme reducción —en siete octavas partes— de los ingresos que recibía del resto de los territorios de la zona, constituyó un desastre fiscal para el estado romano occidental», ha afirmado Peter Heather. «El emperador había conservado el aprovisionamiento de Roma pero había perdido inmensas propiedades que le aseguraban una parte de sus ingresos y, claro, recursos fiscales que no compensarían ninguna de las dos Mauritanias, sobre todo después de cinco años de dominación vándala. En 445 suministraron 1/8 de los recursos fiscales anteriores a 429», ha afirmado Claire Sotinel. Además, muchos de la grandes propietarios se exilaron, unos a Oriente, otros a Italia, porque Genserico confiscó sus inmensas fincas para repartirlas entre sus guerreros (las llamadas sortes Vandalorum). También los obispos y monjes huyeron a causa de la política abiertamente hostil hacia los «católicos» emprendida por el arriano Genserico. Aunque el Estado romano no los abandonó.
Una valoración similar del tratado de 442 a las de Heather y de Sotinel es la que hace David Álvarez Jiménez: «El acuerdo de paz del año 442 representaba un punto y aparte en la trayectoria de los vándalos y del Imperio de Occidente. Mientras que el Imperio sufría la mutilación de otra parte más de su territorio, después de las pérdidas de Britania, la mayor parte de Hispania y fragmentos de la Galia, surgía el primer reino bárbaro en territorio imperial con plena sanción jurídica. [...] Con la firma de este tratado tan desigual, pues los vándalos obtenían la parte del toro de la negociación, Genserico lograba para su pueblo el mejor territorio del África romana mientras Rávena se contentaba con lo que los recién llegados desestimaban». Álvarez Jiménez cita al historiador francés Christian Courtois quien, en una obra sobre los vándalos publicada en 1955, consideró que «este tratado constituye el acta de nacimiento del Estado vándalo».

#### El saqueo de Roma (455)
A la firma del tratado de 442 y la posterior concertación del matrimonio entre Hunerico y Eudocia, lo que suponía la unión de la dinastía teodosiana con la dinastía «bárbara» asdinga, un hecho insólito en la historia romana, le siguieron trece años de paz y de amistad entre el reino vándalo y el Imperio romano de Occidente —en consecuencia las acciones piratas vándalas cesaron completamente, y la amenaza de una campaña militar romana de reconquista desapareció—.
La situación cambió completamente en marzo de 455. El día 16 de ese mes Valentiniano III fue asesinado víctima de un complot —los ejecutores eran oficiales de Aecio a quien el propio Valentiniano había matado en septiembre del año anterior— y los conjurados proclamaron como nuevo emperador a Petronio Máximo. Este para asegurar su legitimidad se casó con la viuda de Valentiniano Licinia Eudoxia y casó a su hijo Palladius con Eudocia, la prometida del heredero al trono vándalo Hunerico. El asesinato del emperador y estos matrimonios fueron considerados por Genserico como un casus belli y, después de tres meses de preparativos, envió la flota vándala a Italia, comandada por él mismo. Llegó a Ostia al final del mes de mayo, desembarcando un imponente cuerpo militar formado por vándalos y por mauri. El pánico se apoderó de Roma —el recuerdo del saqueo de 410 estuvo muy presente, ya que no había ningún ejército que impidiera el avance desde el Ostia a la ciudad—. El mismo Petronio Máximo emprendió la huida a caballo, pero fue reconocido y lapidado por la multitud —su cadáver, descuartizado, fue lanzado al Tíber—.

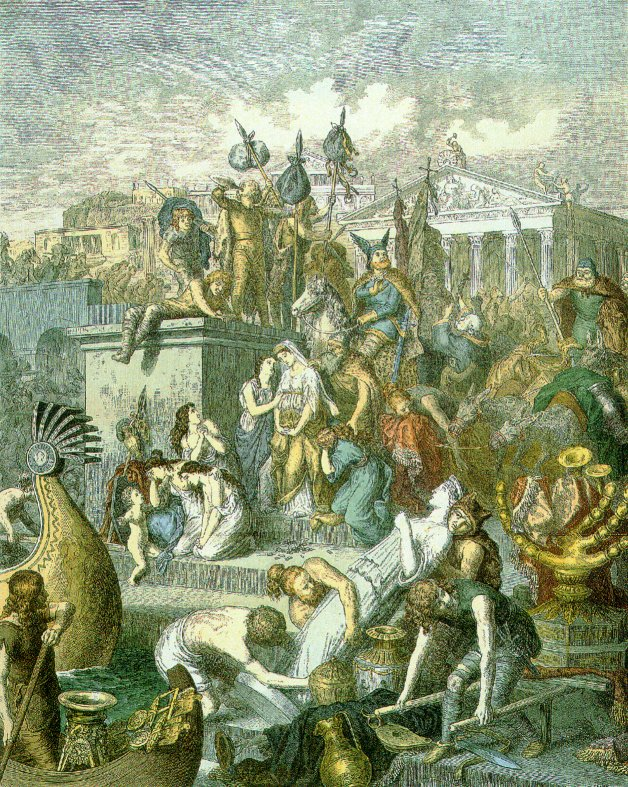
Cuadro del pintor alemán de la segunda mitad del Heinrich Leutemann que representa el saqueo de Roma por los vándalos de Genserico en 455.

El dos de junio, dos días después de la muerte de Petronio Máximo, el obispo de Roma León I se entrevistó con Genserico junto a las murallas de la ciudad —al igual que había ocurrido años atrás con Atila— y allí acordaron que se abrirían las puertas de roma para permitir su saqueo, pero comprometiéndose Genserico a que las personas serían respetadas. Como escribió Próspero de Aquitania, «durante catorce días, los vándalos saquearon Roma, buscando con cuidado todas las riquezas». Genserico se llevó las tejas doradas del templo de Júpiter, el tesoro del templo de Jerusalén llevado a Roma por el emperador Tito y otros muchos tesoros, incluidos los litúrgicos de las iglesias. Se apoderó de todo lo que fuera metálico y sólo dejó las estatuas y los muros de los palacios romanos. Se llevó a miles de prisioneros, especialmente artesanos cualificados, y a rehenes de prestigio como Gaudentius, hijo de Aecio, asesinado por el emperador Valentiniano III, y a la emperatriz Licinia Eudoxia y a sus dos hijas. Eudocia se casaría con Hunerico nada más llegar a Cartago. Esta vez el emperador de Oriente Marciano no pudo venir en ayuda de Italia a causa de la inestabilidad de las provincias danubianas provocada por los acontecimientos que siguieron a la disolución del Imperio huno. «Desde luego, el golpe fue brutal pese a la ausencia de sangre más allá de la del usurpador y ciertamente tuvo más repercusión ulterior que el anterior saqueo de la ciudad eterna protagonizada por los godos de Alarico», ha afirmado David Álvarez Jiménez.
Así relató Procopio de Cesarea el saqueo de Roma:

Genserico por su parte cogió prisionera a Eudoxia junto con Eudocia y Placidia, las hijas de aquélla y de Valentiniano, y, tras depositar en sus naves una cantidad importante de oro y de plata y de otras riquezas pertenecientes al emperador, se hizo a la mar rumbo a Cartago, sin haberse privado ni del bronce ni de todos los demás objetos que encontraban en la residencia imperial. Saqueó él incluso el templo de Júpiter Capitolino y arrancó la mitad de su techumbre, pues daba la coincidencia de que dicho tejado era de bronce de la mejor calidad y, habiendo sido recubierto con una gruesa capa de oro, brillaba extraordinariamente suntuoso y digno de admiración.

Se ha debatido si Genserico fue llamado por la emperatriz Eudoxia, viuda de Valentiniano III obligada a casarse con el usurpador Petronio Máximo, como afirmaron algunos autores antiguos, en especial Procopio. David Álvarez Fernández considera «que la culpabilidad otorgada en las fuentes a Eudoxia no es una historia baladí y bien puede tener una sólida sombra de verdad. La lealtad le empujó [a Genserico] a saquear Roma en venganza por la supresión de aquél que había certificado un acuerdo [el de 442] hasta entonces respetado y profundamente deseado; es decir, no se valió el rey vándalo de su condición de aliado y amigo de Valentiniano III como excusa para intervenir, sino que verdaderamente, de forma sentida y categórica, esgrimió esa condición. Con el advenimiento de Petronio, Genserico temió por el destino de su Reino, se dejó llevar de una forma calculada por su ira y se lanzó a la toma de Roma...». Genserico consideró que con la muerte de Valentiniano III el pacto de 442 quedaba disuelto lo que le dejaba las manos libres para actuar con el objetivo último de alcanzar un nuevo tratado, incluso más favorable que el anterior.

#### El comienzo de la «guerra total vándalorromana» y la fracasada expedición de Mayoriano de 460
El saqueo de Roma de 455 abrió una nueva etapa en las relaciones entre el reino vándalo y el Imperio romano caracterizada por una «guerra total» en la que los vándalos recurrieron a la piratería como su arma principal, frente a la que los romanos se encontraban en desventaja al carecer de verdaderas flotas de guerra. Como ha señalado David Álvarez Jiménez, los vándalos se valieron «de su posición estratégica en el Mediterráneo central para sus ataques en todo el mare Nostrum y de las ventajas que ofrecía esta táctica [de la piratería]: rapidez, maniobrabilidad, capacidad de sorpresa y, sobre todo, superioridad táctica ante un enemigo al que en condiciones normales y desde la ortodoxia bélica, jamás hubiera podido afrontar de acuerdo a sus desiguales potenciales intrínsecos». La ventaja de los vándalos fue tan grande que en el alto alemán antiguo y en el idioma anglosajón el Mediterráneo era conocido respectivamente como Wentilseo y Wendelsae, es decir, como el Mar Vándalo. Se trató de un bellum piraticum como el Mediterráneo no había vivido desde el siglo I a. C.
Al poco tiempo de llegar a Roma Avito, el nuevo emperador que con el apoyo del rey visigodo Teodorico II había sido proclamado el 9 de julio de 455 en Arlés, capital de la Prefectura del pretorio de las Galias, de las que Avito era magister militum, Genserico lanzó una incursión pirática de sesenta navíos contra las costas de Italia y de Sicilia, pero los romanos comandados por el comes rei militaris Ricimer consiguieron derrotar a los vándalos en la batalla de Agrigento (Sicilia). Hidacio relata una segunda victoria romana en Córcega, pero ningún otro autor antiguo la menciona, por lo que, según David Álvarez Jiménez, siguiendo a Christian Courtois, todo hace pensar «que la difusión de esta supuesta derrota vándala sea un producto propagandístico de la cancillería de Avito» y que nunca se produjera.
Tras su victoria en Agrigento el emperador nombró a Ricimer magister militum, pero este acabaría enfrentándose con Avito y derrotando a sus partidarios el 16 de octubre de 456 en la batalla de Piacenza, tras haber estallado una revuelta en Roma a causa de la hambruna provocada por la suspensión de la annona establecida en el tratado de 442 con los vándalos. Después de unos meses de vacío de poder, el 1 de abril de 357 el Senado y el ejército de Italia, a propuesta de Ricimer, proclamaron emperador a Mayoriano, magister militum praesentalis, quien se propuso restablecer el poder imperial fuera de Italia. Lo consiguió en las regiones costeras mediterráneas de la Galia y de Hispania, pero fracasó en su intento de acabar con el reino vándalo, sin duda la principal amenaza para el Imperio de Occidente —«Mayoriano no se tomaba a la ligera el desastre de Libia», escribió Procopio—. Su flota fue derrotada por la de Genserico frente a las costas de la Cartaginense. En un discurso pronunciado ante el Senado Mayoriano había explicado cuáles eran sus planes (parece obvio que el externo hoste es el reino vándalo y que el «desastre interno» es una referencia al reinado de su predecesor Avito):

El atento cuidado de los asuntos militares será preocupación nuestra y también de nuestro padre el patricio Ricimero. Con la ayuda de una divinidad propicia preservaremos el estatus del mundo romano al que, de acuerdo a nuestra vigilancia común, hemos liberado del enemigo externo (externo hoste) como del desastre interno.

Desde el principio de su reinado Mayoriano, —«que sobrepasaba en cualquier virtud a todos aquellos que alguna vez habían sido emperadores de los romanos», según Procopio—, había emprendido la construcción de una flota —intentando restaurar la desaparecida classis Misenensis— y había reclutado tropas mercenarias entre los hunos, los godos y otros pueblos del área danubiana. Además había recurrido al general Marcelino, señor de Dalmacia, para que ocupara Sicilia, cubriendo así uno de los flancos del ataque al reino vándalo que pensaba lanzar desde la costa de Hispania desembarcando en la Mauritania Cesariense.
Enterado de los planes de guerra de Mayoriano Genserico le envió una embajada en la que le proponía la renovación del tratado de 442 que incluía la renuncia a las incursiones en las costas italianas, pero el emperador rechazó la oferta y continuó con sus preparativos. Dejó a Ricimer a cargo de la defensa de Italia y partió hacia Hispania. La flota le acompañaría siguiendo la costa de la Tarraconense y la Cartaginense hasta Cartago Nova, donde el ejército debía embarcar en mayo, en el inicio de la temporada de navegación, para desde allí dirigirse al norte de África. Pero Genserico conocía el plan —probablemente fue informado por comerciantes venidos de Hispania— y envió una expedición naval que sorprendió a la flota romana y la destruyó frente a las costas de la Cartaginense. Hidacio relató así lo acontecido:

En el mes de mayo entra el emperador Mayoriano en las Hispanias. Y al dirigirse éste a la provincia Cartaginense, los Vándalos avisados desde la costa Cartaginense por unos traidores, raptan bastantes naves, que había equipado para su tránsito contra los Vándalos. En vista de los cual Mayoriano, frustrado en sus disposiciones, se vuelve a la Galia.

Mapa del reino vándalo después de la paz firmada por el emperador Mayoriano y Genserico tras la fracasada expedición romana de 460. Mayoriano se vio obligado a ceder al reino vándalo Cerdeña, Córcega y las Islas Baleares. ¿También Sicilia o parte de ella?.

Tras el fracaso de su plan Mayoriano no tuvo más remedio que concluir con Genserico una paz muy desventajosa —el cronista bizantino Juan de Antioquía la calificó como «vergonzosa», αὶσχραῖς καταλύσας—, ya que este obtenía el dominio de Cerdeña, de Córcega y de las Islas Baleares y ¿también Sicilia o parte de ella? Además tuvo que volver rápidamente a Italia porque las incursiones vándalas sobre sus costas no cesaban, pero cuando estaba en camino, acompañado únicamente por una pequeña escolta, a principios de 461 había licenciado a su ejército en Arlés, fue detenido en Tortona por orden de Ricimero y decapitado poco después (el 7 de agosto). En noviembre de 461 fue proclamado el senador Libio Severo en Rávena como nuevo emperador, de nuevo a propuesta de Ricimero, que fue quien realmente ostentó el poder. Cuando Genserico conoció el asesinato de Mayoriano consideró nulo el tratado acordado con él, a pesar de que le era muy favorable, y reemprendió el bellum piraticum. Para Genserico, Ricimero no era de fiar y además no era un igual, ya que no era emperador por lo que nada se podía pactar con él.

#### La continuación delbellum piraticumy la fracasada expedición de Antemio (y de LeónI) de 468
Tras la victoria de la flota vándala frente a las costas de Cartagena, el emperador de Oriente León I envió desde Constantinopla una embajada a Cartago para intentar conseguir que Genserico pusiera fin a las incursiones que estaban asolando las regiones costeras de Italia y de Sicilia y para que liberara a los miembros de la familia imperial que había tomado como rehenes tras el saqueo de Roma. Genserico accedió a esto último y autorizó que Licinia Eudoxia y su hija Placidia partieran para Constantinopla, mientras que su otra hija, Eudocia, casada con el heredero al trono vándalo Hunerico, siguió en Cartago, pero las incursiones continuaron, así que cada año durante la estación de la navegación los vándalos siguieron saqueando las cosechas y tomando prisioneros convertidos en esclavos. Así describió Prisco de Panio las razias vándalas:

Los italianos eran incapaces de intervenir en todos los lugares donde los vándalos desembarcaban, obstaculizados por el número de sus enemigos y la ausencia de una flota. Esta última, la pidieron a los romanos de Oriente, pero no la recibieron a causa de un tratado que tenían con los vándalos. A causa de la separación de la monarquía, los romanos del Oeste sufrieron mucho.

En noviembre de 465 murió el emperador de Occidente Libio Severo y Ricimero, quien había ostentado realmente el poder durante su reinado, permitió que una delegación del Senado fuera a Constantinopla a pedirle a León I la designación de un nuevo emperador para Occidente. Este, tras un tiempo de indecisión, envió a Roma a Antemio, uno de los militares más prestigiosos de Oriente, miembro de una de las familias más prestigiosas de Constantinopla y además estaba casado con Marcia Eufemia, hija del emperador Marciano, acompañado de un ejército considerable y de una flota y al mismo tiempo advirtió a Genserico de que un ataque contra Italia llevaría la guerra al norte de África. Casi al mismo tiempo Marcelino, magister militum per Illyricum, volvía a ocupar de Sicilia, expulsando a los vándalos de la isla, con el muy probable respaldo del emperador de Oriente. Antemio fue proclamado cerca de Roma emperador de Occidente a principios de abril de 467 —el interregno había durado diecisiete meses— y para asegurarse el apoyo de Ricimer le dio a su hija Alipia en matrimonio. Genserico consideró roto el acuerdo con León I e inició una campaña pirática en las costas del Imperio de Oriente, sin descuidar las de Occidente, en la que destacó el atroz saqueo de la isla Zacinto. Además organizó un bloqueo naval de Roma que causó una hambruna en la ciudad.
La misión principal encomendada a Antemio por León I fue la organización de una gran expedición militar que pusiera fin al reino vándalo, como lo relata Procopio: «León había nombrado y enviado a Occidente, como emperador a Antemio, un miembro del Senado, hombre poderoso tanto por sus riquezas como por su linaje, a fin de que le asistiera en la guerra contra los vándalos». El panegírico que le dedicó Sidonio Apolinar insistía en lo mismo: «Antemio se ha presentado ante nosotros con un pacto concertado entre ambos reinos: la paz de un imperio le ha enviado para que abandere nuestras guerras». Como ha señalado Peter Heather, «la aniquilación de los vándalos lograría dos objetivos muy deseables. Eliminaría una de las tres principales potencias bárbaras establecidas en suelo occidental [junto con el reino visigodo de Tolosa y el reino de los burgundios] y, lo que era más importante, haría regresar a las arcas imperiales un inestimable bastimento de riqueza». «En la década de 460 aún no estaba todo perdido: una campaña exitosa contra los vándalos podría haber detenido el círculo vicioso del deterioro y garantizado al imperio de Occidente un futuro previsiblemente presidido por una vida política activa», añade Heather.

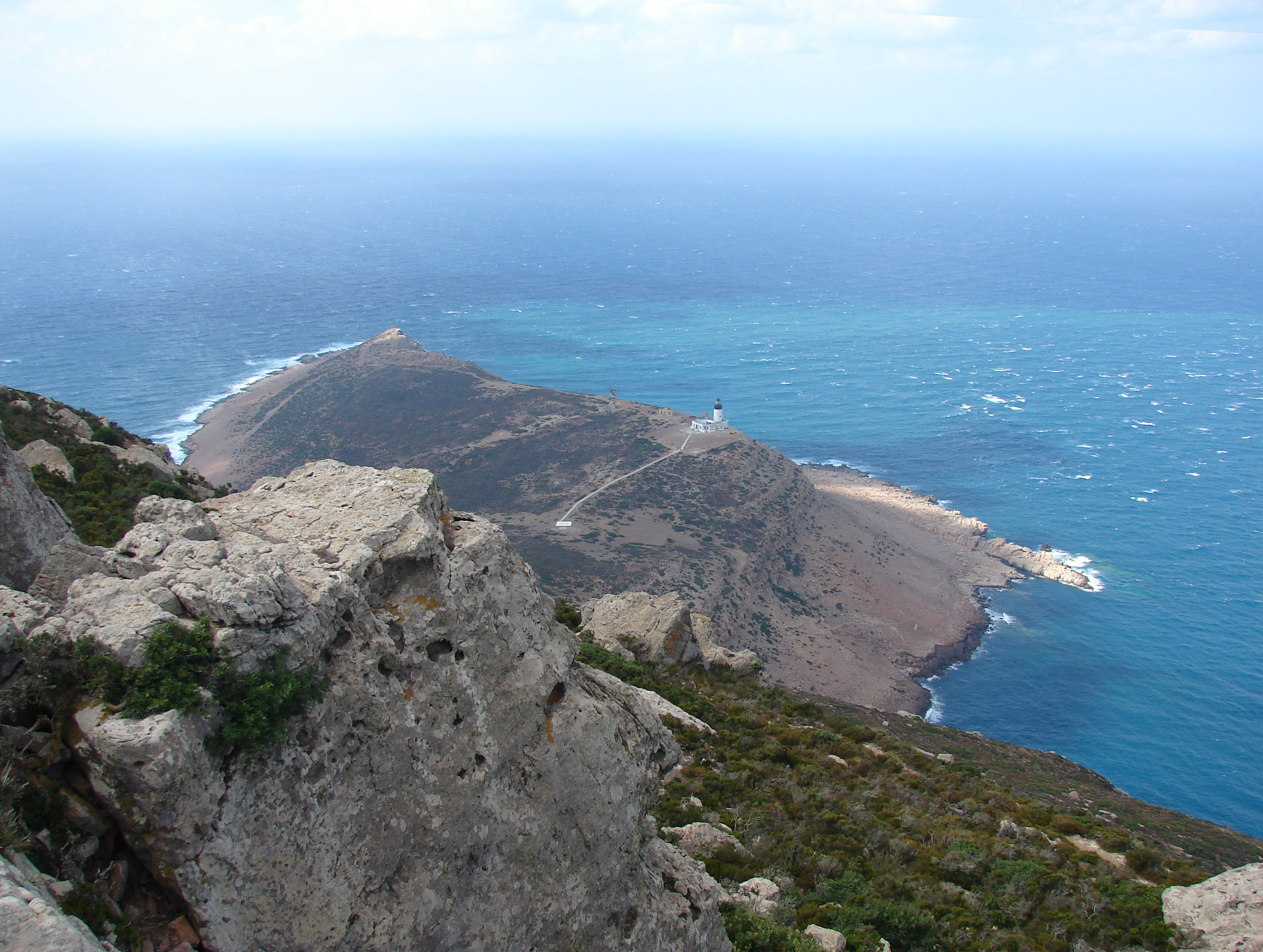
Cabo Bon, en la costa de Túnez, donde tuvo lugar la batalla que lleva su nombre en 468 en la que los vándalos vencieron, lo que puso fin a la posibilidad de recuperar el norte de África para el Imperio romano.

Con el fin de acabar con el reino vándalo Antemio reunió una considerable suma de dinero —un tercio procedente de sus ingresos privados y los dos tercios restantes aportados por el gobierno de Constantinopla— con la que armó más de mil navíos y reclutó a unos cien mil hombres —cifra que Peter Heather rebaja a la mitad—. Las tropas occidentales se concentraron en Sicilia y en Cerdeña —donde Marcelino de Dalmacia se encargó de expulsar a los vándalos—, mientras que una parte de las orientales avanzaban por tierra desde Tripolitania al mando del general Heraclio de Edesa, pero el grueso de las fuerzas, comandadas por Basilisco, cuñado de León I, iban a bordo de una flota que navegaba hacia Cartago y que ancló en el cabo Bon, a unos sesenta kilómetros de Cartago —el plan romano no consistía en trabar batalla con la flota de los vándalos, sino en combatirlos en tierra—. Convencido de que Genserico capitularía, Basilisco cometió el gran error de concederle una tregua de varios días, durante los cuales el viento cambió, circunstancia que esperaba el rey vándalo buen conocedor del régimen de vientos de la zona, lo que le permitió a Genserico lanzar una flota de brulotes contra la armada romana. Empujados por el viento incendiaron una parte de los navíos, mientras que el resto, perseguidos por los barcos vándalos, escapaban para refugiarse en Sicilia y, en cuanto pudieron, volver a Constantinopla. Las tropas de Tripolitania también se retiraron. Y Cerdeña volvió a poder de los vándalos, «mientras Sicilia retornaba a su rol de espacio interpuesto». Procopio de Cesárea culpó del fracaso de la expedición a Basilisco —en lo que coincide la historiografía actual— porque «si él no se hubiera demorado comportándose deliberadamente como un cobarde y hubiera intentado ir directo a Cartago, habría conquistado esta ciudad a la primera acometida y habría sometido a los vándalos sin ofrecer resistencia alguna».
Tras el fracaso de la expedición de Antemio y de León I la piratería vándala continuó tanto en el Mediterráneo occidental como en el oriental. Así lo relató Procopio de Cesarea:

Genserico, envolviendo a sus enemigos con el engaño y expulsándolos de sus posesiones por la fuerza, como se ha narrado anteriormente, seguía asolando y saqueando la totalidad del Imperio Romano, no menos que antes, sino quizá todavía más.

#### El gran triunfo de Genserico: el tratado de la «paz perpetua» de 474

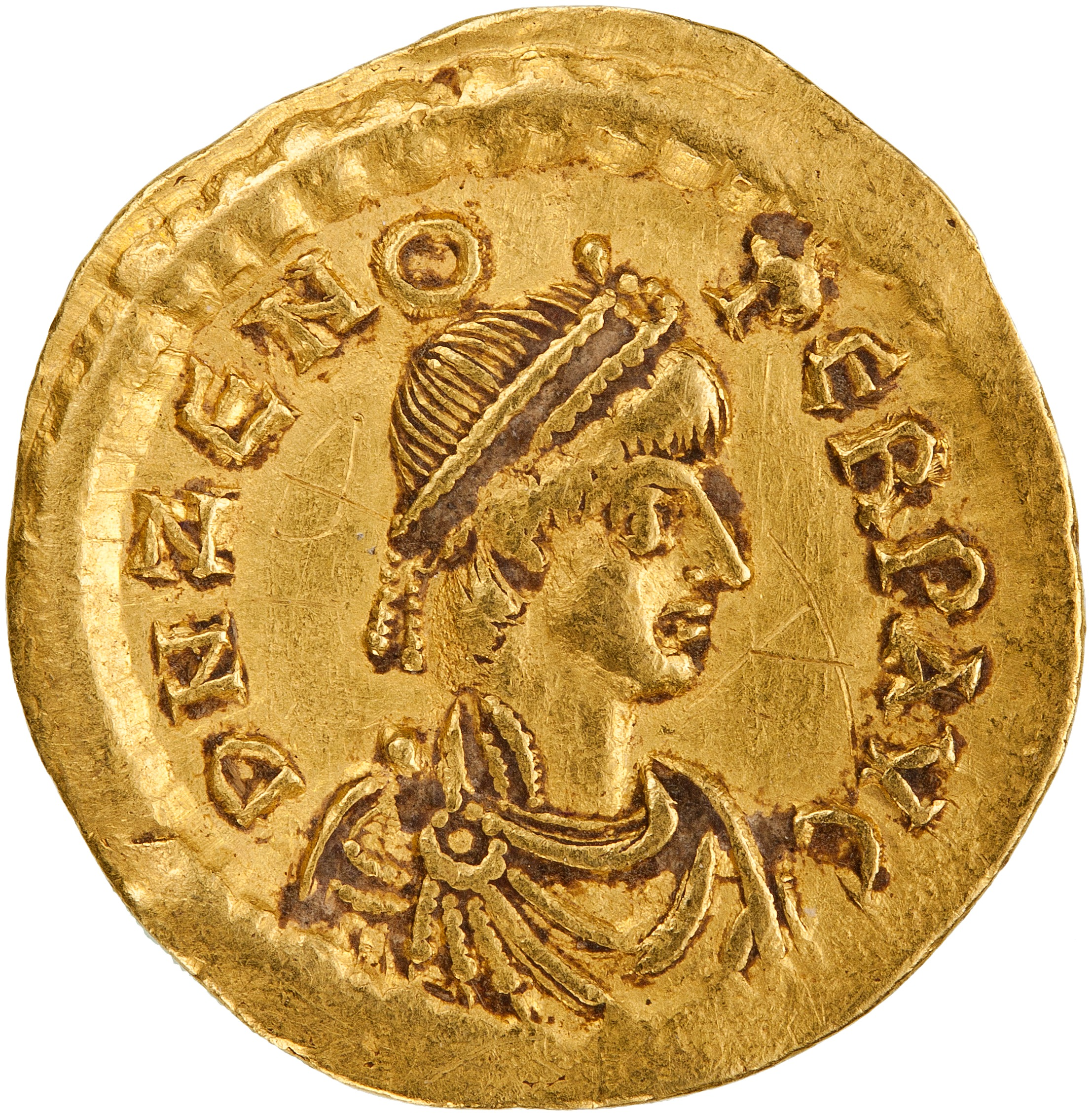
Moneda de oro con la efigie del emperador bizantino Zenón quien acordó con Genserico el tratado de la «paz perpetua» de 474, que consolidó definitivamente el reino vándalo.

La fracasada expedición organizada desde Constantinopla selló el destino del Imperio de Occidente «condenado a la extinción» y fue un completo desastre económico y político para el Imperio romano de Oriente y para el propio emperador León I, cuya salud mental se resintió según relató el cronista bizantino Juan el Lidio. León I murió en enero de 474 y fue su sucesor Zenón, cuya posición era muy inestable debido especialmente a su origen isaurio, quien inició las conversaciones con Genserico para resolver uno de los problemas que había heredado de su suegro León I. Envió una embajada a Cartago encabezada por un senador de Constantinopla que pronto llegó a un acuerdo con el rey vándalo, quien como demostración de fuerza y como una seria advertencia a Zenón había lanzado un ataque contra Nicópolis, en la costa de Epiro, antes de la llegada de la embajada a Cartago. Genserico consiguió lo que siempre había ansiado, una «paz perpetua» (όμολογίαν άπέραντοι) con el Imperio romano que implicaba el reconocimiento de su regnum africano y también el de sus conquistas emprendidas después de 455, incluida la disputada Sicilia. Como muestra de buena voluntad Genserico concedió la libertad a los romanos capturados tras el saqueo de Roma y permitió la reapertura de una iglesia en Cartago para el culto «católico» y el retorno del clero niceno exiliado, «lo que solo puede calificarse como una cesión de brutal calado», según David Álvarez Jiménez. El acuerdo de la «paz perpetua» —que según Álvarez Jiménez suponía una capitulación en toda regla del Imperio romano «ante los vándalos y ante genio de Genserico»— sería respetado por ambas partes hasta la llegada al poder en Constantinopla de Justiniano en 527.
A finales de 475 o principios de 476 Genserico llegó a un acuerdo con el nuevo hombre fuerte del Imperio de Occidente Orestes, quien el 31 de octubre de 475 había proclamado emperador en Rávena a su hijo Rómulo, todavía un niño, por esta razón y por la corta duración de su reinado sería conocido como «Rómulo Augústulo». Se desconoce el contenido del acuerdo, pero es de suponer que sería similar al firmado con el emperador Zenón. Sin embargo, estuvo muy poco tiempo en vigor porque en septiembre de 476 Odoacro —general hérulo a quien a finales de agosto las tropas «bárbaras» que formaban el pequeño ejército de Italia lo habían proclamado como su «rey»— deponía a Rómulo Augusto con lo que ponía fin al Imperio romano de Occidente.
Como ha señalado Claire Sotinel «Odoacro estaba convencido de la inutilidad de un emperador en Italia... y no buscó retomar el control de las provincias occidentales, sino que negoció con habilidad para asegurar la paz con las fronteras y restaurar una cierta prosperidad en Italia»». Así, a finales de 476 llegó a un acuerdo de paz con Genserico por el que, a cambio del pago de un tributo, cuya cuantía se desconoce, el rex Italiae recuperaba el control de la mayor parte de Sicilia. Por razones estratégicas como punto más cercano al reino vándalo, Genserico se reservó Lilibeo en el extremo occidental de la isla. Con este tratado, como ha señalado David Álvarez Jiménez siguiendo a Christian Courtois, Genserico estableció «una relación de desigualdad con el recién creado Reino de Italia según la cual Odoacro se convertiría en vasallo, en cliente del reino vándalo».
«Con estos acuerdos perpetuos de paz, Genserico lograba lo que había buscado desde que adquiriese la corona vándala y así pudo morir tranquilamente en el palacio de Birsa el 25 de enero del año 477 con casi noventa años de edad y cuarenta y nueve de excelso reinado. De esa manera, con la consecución de una paz definitiva, finalizaban las piraterías vándalas contra el Imperio Romano... Con su muerte acababa un ciclo prodigioso de la historia del pueblo vándalo con el que finalizaba su deambular migratorio desde el Barbaricum hasta conseguir establecer un reino independiente en la zona más próspera del Imperio Romano empleando para ello la piratería. La Cuarta Guerra Púnica había finalizado y esta vez con un resultado favorable para el poder que se oponía a Roma», ha afirmado David Álvarez Jiménez.

### Los sucesores de Genserico (477-533)

#### Hunerico (477-484)

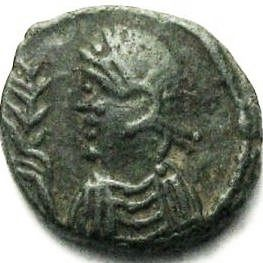
Moneda acuñada por Hunerico.

Hunerico sucedió a su padre Genserico, quien falleció con cerca de noventa años de edad, porque todos los hermanos de este habían muerto y él era el varón de más edad de la siguiente generación. Hay que tener presente que la sucesión en el reino vándalo no seguía el sistema hereditario, sino el sistema agnático, es decir, que el trono pasaba al hermano de mayor edad del rey y sólo cuando todos los hermanos del monarca habían muerto heredaba el trono el varón de más edad de la segunda generación, fuera o no el hijo del rey anterior. Así, cuando murió Hunerico en 484 el trono no pasó a su hijo Hilderico, sino a un primo suyo que era mayor que él: Guntamundo (484-496), hijo del difunto Gento, cuarto hijo de Genserico. A Guntamundo le sucedería su hermano Trasamundo (496-523), también mayor que Hilderico, y solo tras su muerte accedería al trono Hilderico (523-530), que ahora sí que era el varón de más edad de la familia real.
Hunerico respetó los acuerdos alcanzados entre su padre y el emperador de Oriente Zenón y el firmado con Odoacro. Así, siguió percibiendo el tributo por la «devolución» de Sicilia que Odoacro pagaba anualmente gracias a los ingresos fiscales que obtenía de la isla a la que había convertido en el nuevo «granero de Roma», como antes lo había sido el África romana, y la piratería vándala remitió.
Por otro lado, como ha destacado Alberto González García, Hunerico «fue el primer rey vándalo que imperializó su monarquía (c. 480-2), transformando un caudillaje militar en una realeza institucional a través de la asunción de los símbolos externos y visibles de la auctoritas imperial, tales como la titulatura y los regalia, además de prerrogativas como la acuñación de moneda con su efigie, la iniciativa legislativa, la munificencia pública o el vicariato divino. Concretamente, Hunerico adoptó una titulatura propiamente imperial proclamándose dominus noster, rex Wandalorum et Alanorum y empleando el epíteto Clemens, muy utilizado a lo largo de los siglos IV y V por la dinastías constantiniana y teodosiana, en especial en el ámbito legislativo». Una prueba de que la imperialización de la monarquía vándala comenzó con él es el hecho de que fue el primer rey vándalo en emitir monedas de plata —los soberanos vándalos nunca emitieron monedas de oro o al menos no se ha conservado ninguna—, una prerrogativa exclusiva de los emperadores romanos. Probablemente también fue el primero en sentarse en un trono, vestir la púrpura y portar diadema, como hicieron todos sus sucesores. Otra prueba fue el cambio de nombre de la capital de la provincia de Byzacena Hadrumeto que pasó a llamarse Hunericópolis.

#### Guntamundo (484-496)

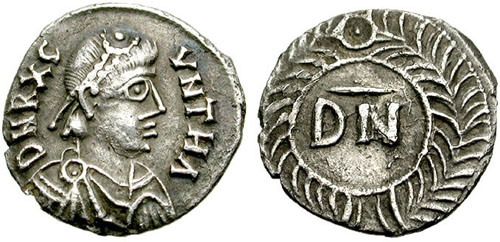
Moneda de plata emitida por el rey Guntamundo.

El sucesor de Hunerico, Guntamundo, tuvo que afrontar una situación completamente diferente a causa de la irrupción en Italia de los ostrogodos de Teodorico en 489 que obligaron a Odoacro a refugiarse en Rávena, donde resistió hasta marzo de 493, y allí fue asesinado por Teodorico en su propio palacio. Los ostrogodos no reconocieron el tratado de 476 firmado por Genserico y Odoacro y dejaron de pagar el tributo por Sicilia. La respuesta vándala fue la ocupación de toda la isla, ya que, de acuerdo con el pacto con Odoacro, mantenían el control de Lilibeo, en el extremo occidental de Sicilia e inmediatamente Teodorico envió tropas al mando de un godo llamado Ansila.
Todavía hoy los historiadores discuten el resultado de la contienda. Los que defienden que la victoria fue para las fuerzas enviadas por Teodorico, como Claire Sotinel, se basan en las fuentes ostrogodas. Casiodoro, importante funcionario de la corte de Rávena, escribió que «entonces los vándalos, tras haber suplicado por la paz, cesaron en sus habituales depredaciones en Sicilia», y Ennodio en su panegírico sobre Teodorico afirmó lo siguiente:

¿Qué puedo decir del castigo que diste, hasta con los vientos a favor, a las depredaciones de los vándalos, un pueblo a quien basta tu amistad en vez de un impuesto anual? Guiados por la sabiduría no osan traspasar su zona de influencia: han merecido ser aliados, al no negarse a obedecerte.

Otros historiadores, como David Jiménez Fernández, sostienen que Ansila fue derrotado. Se basan en el autor vándalo Draconcio quien en el poema dedicado a Guntamundo Satisfactio dice que Dios había favorecido al rey vándalo con triunfos por tierra y por mar como muy bien podía atestiguar Ansila («Te Deus aspiciens effundere nolle cruorem, ut sine peccato, non sine laude daret, contulit terrae pelagique triumphos: Ansila testatur, Maurus ubique iacet»).
Según David Jiménez Fernández, finalmente se habría alcanzado un acuerdo que habría consistido «previsiblemente» en mantener el statu quo pactado entre Odoacro y Genserico, es decir, los vándalos seguirían controlando el extremo occidental de la isla, la región en torno a Lilibeo, vital para la defensa del reino vándalo por tratarse del punto más próximo a la costa del norte de África, aunque sin que los ostrogodos tuvieran que pagar ningún tributo por el dominio del resto de Sicilia. Por su parte Teodorico, para prevenir las posibles incursiones vándalas, ordenó mantener guarniciones en puntos estratégicos de la costa de Sicilia, como Siracusa y Catania, y también de la península itálica, como Nápoles o Regio de Calabria. Asimismo ordenó construir fortalezas costeras en diversos lugares y más tarde una flota de mil dromones que tenía como fin asegurar, según Casiodoro, el «grano público» (frumenta publica) frente a las «naves enemigas» (adversis navibus), si bien en este plano el reino vándalo les llevaba a los ostrogodos una ventaja inalcanzable.

#### Trasamundo (496-523)
En 496 moría Guntamundo y le sucedía su hermano Trasamundo que propuso poner fin a la política de «paz armada» de su antecesor para alcanzar una solución definitiva al conflicto con Teodorico. Así fue como se concertó su matrimonio con la hermana de Teodorico, Amalafrida y como dote se acordó la concesión de Lilibeo y su entorno, lo que legalizaba la situación de facto anterior.

#### Hilderico (523-530)

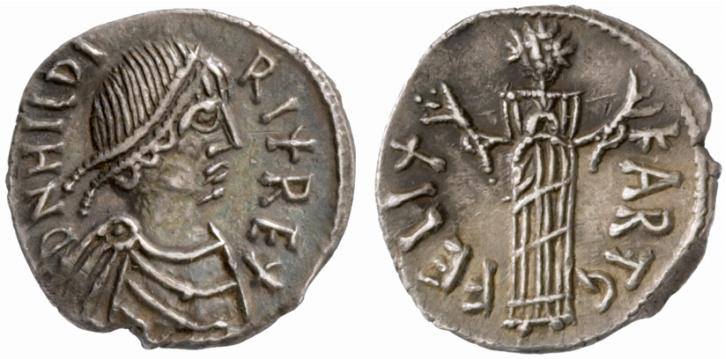
Moneda de plata de 50 denarios de Hilderico en cuyo reverso aparece la iconografía FELIX KARTHAGO, que rompía con la tradición vándala, ya que se propuso ser el rey de todos los «africanos» y no sólo de la élite vándalo-alana que gobernaba el reino.

En 523 murió Trasamundo y le sucedió su primo Hilderico (523-530), que emprendió una política de alianzas contraria a la de su antecesor, ya que en el mismo año de su ascenso al trono hizo ejecutar a Amalafrida y a su séquito godo, acusados de haber urdido un complot contra él, lo que suponía un acto de clara hostilidad hacia los ostrogodos. Teodorico se planteó atacar al reino vándalo, pero descartó finalmente la idea porque consideraba que su flota era muy inferior a la vándala, además de que Hilderico contaba con el apoyo del emperador de Oriente.
En efecto, al mismo tiempo que se distanciaba de los ostrogodos, Hilderico, a quien se ha considerado el más romano de los reyes vándalos, había iniciado el acercamiento al Imperio bizantino, lo que se explica en gran medida por el hecho de que se había criado en Constantinopla. Guntamundo nada más acceder al trono lo había alejado de Cartago para impedir que pudiera reclamar sus derechos sucesorios como hijo del Hunerico y Hilderico se había exiliado en Constantinopla donde fue muy bien acogido, ya que estaba emparentado con la dinastía teodosiana, al ser su madre, Eudocia hija de Valentiniano III. Allí había trabado una gran amistad con Justiniano. La alianza con Bizancio también se debió a que Hilderico, al igual que su madre, no era arriano, sino «católico», lo que enseguida se tradujo en la aplicación de una política de plena tolerancia hacia los católicos. Por otro lado, Hilderico se propuso ser el rey de todos los «africanos» y no solo de la élite vándalo-alana que gobernaba el reino. Prueba de ello fue que recuperó la principal moneda de plata (de 50 denarios) con la iconografía de FELIX KARTHAGO, que ya había empleado Hunerico, y que rompía con la tradición vándala.
El sucesor de Teodorico en el trono ostrogodo Atalarico, su nieto, le pidió explicaciones a Hilderico por la ejecución de su tía-abuela Amalafrida, lo que había supuesto que «amistad y parentesco se hubieran trocado en amargura», pero no pasó de ahí. Esto es lo que explicaría que Atalarico no pusiera ningún impedimento para que los bizantinos utilizaran Sicilia como base de operaciones cuando en 533 Justiniano emprendió la conquista del reino vándalo.
Un poema incluido en la Antología latina alababa la doble herencia regia vándala e imperial de Hilderico, hijo de Hunerico y Eudocia, y nieto de Genserico y Valentiniano III, nieto este último del fundador de la dinastía teodosiana Teodosio el Grande:

Vándalo poderoso, heredero de doble corona,
 honraste tu propio nombre con grandes hechos.
 El vengador Teodosio domeñó batallones guerreros,
 volviendo cautivas a naciones tras fácil batalla.
 Sometió a sus adversarios con armas de paz Honorio,
 cuya inmejorable suerte superó las mayores hazañas.
 La gran bravura de Valentiniano conocida del mundo
 se revela al someter su nieto con habilidad a enemigos.

#### Gelimer (530-533)

El reino vándalo poco antes de la deposición de Hilderico y su sustitución por Gelimer.

El acercamiento a Bizancio y la tolerancia hacia los católicos le creó muchos enemigos a Hilderico en la corte y entre el clero arriano, aunque fue su incapacidad para poner fin a los recurrentes ataques bereberes en la provincia de Byzacena lo que acabaría con sus siete años de reinado. El 19 de mayo de 530 fue despuesto y apresado y Gelimer, sobrino de Guntamundo y de Trasamundo, fue proclamado como nuevo rey, recibiendo la noticia cuando se encontraba combatiendo a los mauros.

### La conquista bizantina (533-534)

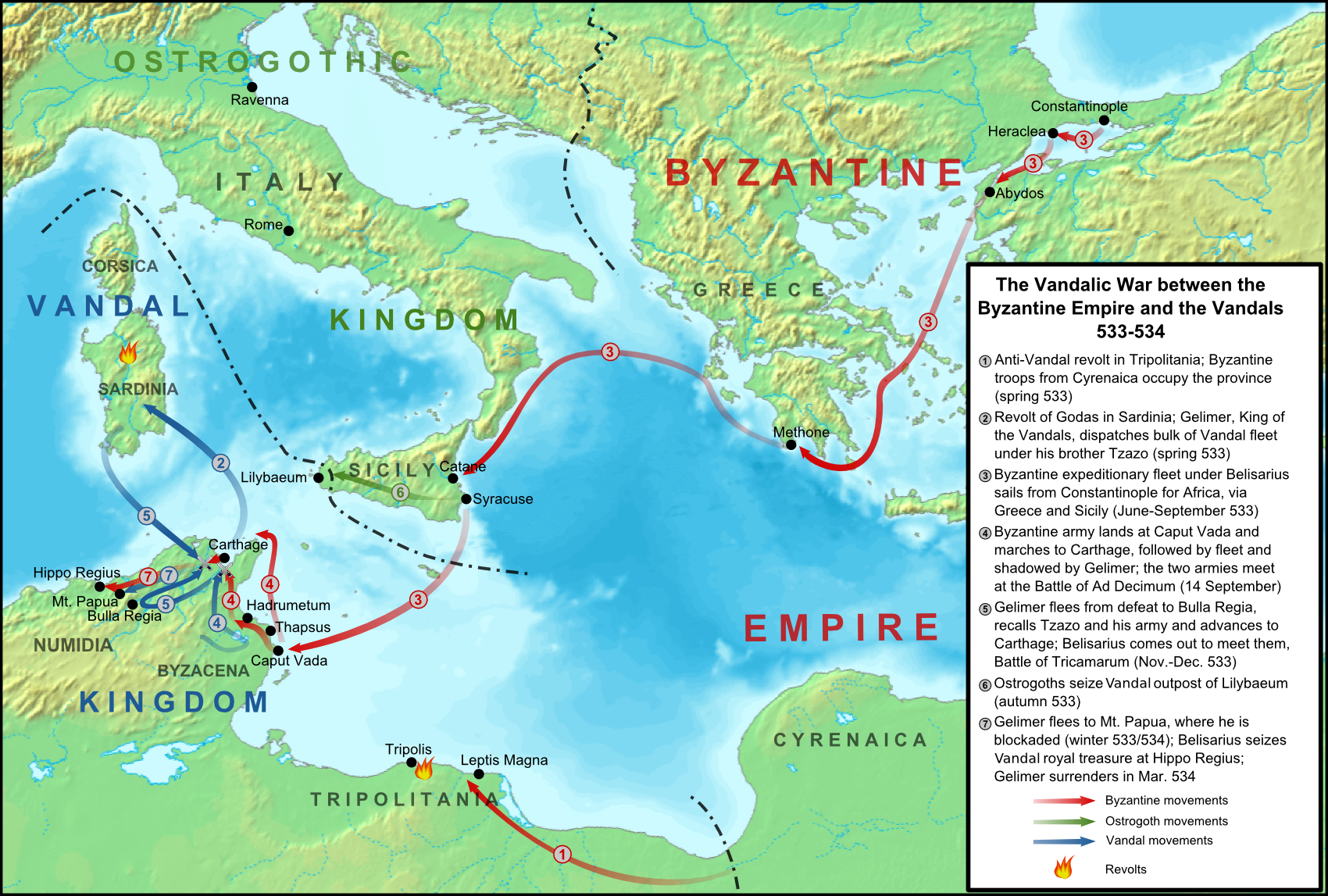
Mapa de la guerra vándala (533-534) ganada por el Imperio bizantino, lo que puso fin al reino vándalo.

En el año 527 Justiniano accedió al trono del Imperio bizantino y se propuso «recuperar» los territorios que habían pertenecido al Imperio romano de Occidente y así reunificar el Imperio romano —en realidad los que hoy llamamos bizantinos, un término inventado en el siglo XVI, se llamaron a sí mismos romanoi, ‘romanos’—. El primer paso de esta Recuperatio imperii, como la llamó el propio Justiniano, fue la campaña para «recuperar» la antigua diócesis de África, es decir, acabar con el reino vándalo. Para dirigir la operación nombró a su mejor general, Belisario, quien en su preparación siempre tuvo muy presente la fracasada expedición de cincuenta años antes.

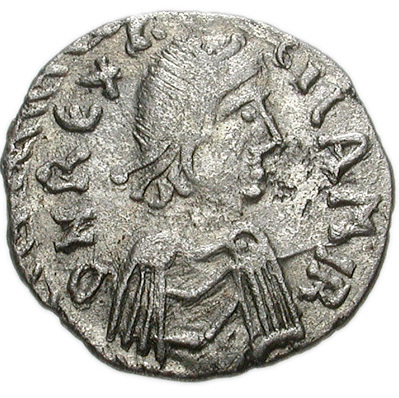
Moneda de 50 denarios de plata de Gelimer.

Previamente Justiniano se cubrió las espaldas en el Este firmando la que se llamó «Paz Eterna» con el persa Cosroes I, «rey de reyes» del Imperio sasánida. Además llegó a un acuerdo con la regente Amalasunta del reino ostrogodo de Italia para que permitiera que la expedición de Belisario pudiera situar su base de operaciones en Sicilia. Al parecer, también promovió una revuelta en Cerdeña para así distraer parte de las fuerzas vándalas. La justificación que dio Justiniano para atacar al reino vándalo —una decisión a la que se opuso gran parte de la corte de Constantinopla porque consideraba que podría repetirse el desastre de la expedición enviada en 468 por León I— fue que el rey Gelimer se había negado a liberar al rey anterior Hilderico a quien había depuesto en 530 para ocupar él el trono. El historiador Procopio de Cesarea describió así los temores que suscitó la expedición contra el reino vándalo, «poderoso e imponente»:

Y cada uno de los generales, suponiendo que iba a ser él el encargado de dirigir la expedición, se sentía lleno de temor y retraído ante la magnitud del peligro si, tras salvarse de las penalidades del mar, se veía obligado a acampar en tierra enemiga y, utilizando las naves como bases de operaciones, sostener una enérgica lucha contra un reino poderoso e imponente.

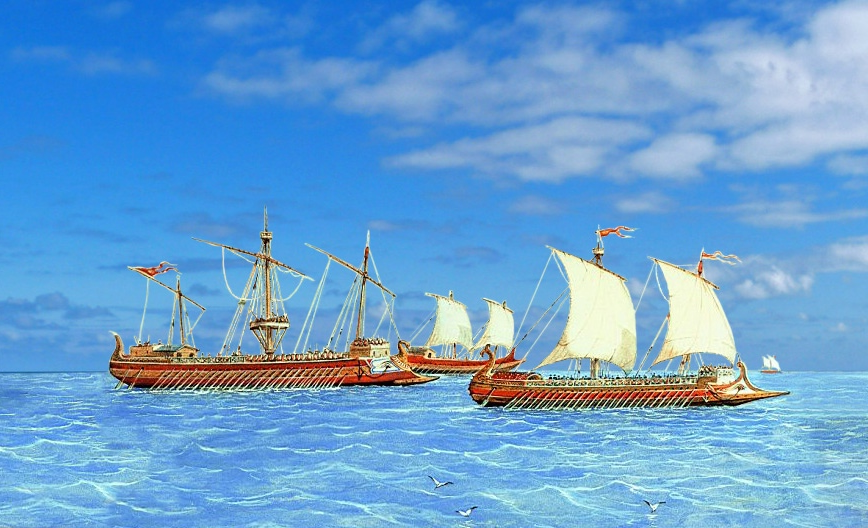
Cuadro del pintor español del Rafael Monleón que representa tres dromones bizantinos en acción (Museo Naval (Madrid)).

Belisario reunió un ejército compuesto por unos 16 000 hombres, de ellos 5000 de caballería, a los que había que añadir 2000 marinos, que actuarían como remeros, pero que habían sido adiestrados para el combate en tierra. Para transportarlos a todos ellos y a unos seis mil caballos —además de pertrechos, armas, comida y agua— se reunió una flota formada por quinientos navíos de carga, apoyada por noventa y dos dromones, de treinta metros de eslora y cinco de manga, con una fila de remeros y dotados de un espolón para embestir los barcos enemigos. Unos 30 000 marinos tripulaban todos estos buques al mando de Calónimo de Alejandría, pero subordinado a Belisario como comandante en jefe. El total de la expedición eran 50 000 hombres.
La expedición partió de Constantinopla en junio de 533 haciendo escala en Heraclea, donde cargó unos seis mil caballos procedentes de Tracia, Abido, Malea en el extremo sur del Peloponeso, Methoni, ya en la costa del Mar Jónico, la isla de Zakintos y Sicilia. Nada más llegar Belisario envió a Procopio de Cesárea a Siracusa para que averiguara si los vándalos les habían preparado alguna emboscada. Este informó que los vándalos no sabían nada de la expedición y que estaban muy ocupados intentando sofocar la rebelión que había estallado en Cerdeña. Tras conocer esta buena noticia Belisario mandó que la flota se dirigiera a Caput Vada, actual Chebba (Túnez), situada en la costa vándala al sur de Cartago. La travesía había durado tres meses.

Plan de ataque de Gelimer en la batalla de Ad Decimum, que finalmente se saldaría con el triunfo del ejército bizantino comandado por Belisario.

Una vez desembarcadas las tropas, Belisario ordenó dirigirse por la costa hacia Cartago, situada a unos doscientos kilómetros al norte, a cinco días de marcha, con la flota asegurando su flanco derecho. El rey vándalo Gelimer que se encontraba en Hermione, en el interior a la altura de Caput Vada, se propuso interceptar al ejército de Belisario en el desfiladero de Ad Decimum, al sur de Cartago, para lo que ordenó a su hermano Ammatus que se dirigiera desde la capital hacia allí, mientras él mismo avanzaba hacia el mismo lugar desde el sur. Mientras tanto Belisario había ordenado a la flota que se dirigiera a Cartago, bordeando el saliente del cabo Bon porque la ruta hacia la capital se separaba de la costa, y anclara a unos veinte kilómetros de su puerto. La batalla de Ad Decimum tuvo lugar el 13 de septiembre de 533 y la victoria fue para los bizantinos.
Gelimer con el resto de su ejército se retiró por el oeste hacia Bulla Regia —su hermano Ammatus había muerto en la batalla—, mientras que Belisario entraba en Cartago, siendo aclamado por la mayoría de la población. Inmediatamente ordenó la restauración de las murallas de la ciudad, en previsión de un eventual asedio vándalo. Tras recibir el refuerzo del ejército de su hermano Tzazo, que venía de Cerdeña donde acababa de sofocar la rebelión encabezada por Godas, Gelimer se dirigió a Cartago, acampando a unos treinta kilómetros, esperando que se unieran a su causa algunos de sus habitantes o los hunos que formaban parte del ejército de Belisario. También dañó el acueducto que abastecía de agua la ciudad, todo ello con la finalidad de provocar la salida del ejército bizantino. Belisario respondió inmediatamente: ejecutó pública y cruelmente a un cartaginés que había sido sorprendido pasándose al enemigo y colmó de atenciones a los hunos a los que también les prometió que cuando acabara la guerra volverían a sus hogares. Finalmente aceptó el reto de un combate en campo abierto. La batalla de Tricamarum tuvo lugar el 15 de diciembre de 533. La victoria fue de nuevo para los bizantinos.
Tzazo murió en el combate cuerpo a cuerpo y Gelimer consiguió huir, pero acabó entregándose ante las garantías que le dio Belisario de que respetaría su vida. Fue llevado a Cartago y desde allí a Constantinopla, donde pasaría el resto de su vida, tratado con gran respeto. Muchos de sus soldados fueron incorporados al ejército bizantino y enviados a la frontera persa. Los últimos núcleos de resistencia fueron sofocados en marzo de 534 y de esa forma terminó la guerra vándala y con ella, el reino vándalo. Su territorio fue incorporado al Imperio bizantino constituyendo el Exarcado de África.

## Piratería (de Estado)

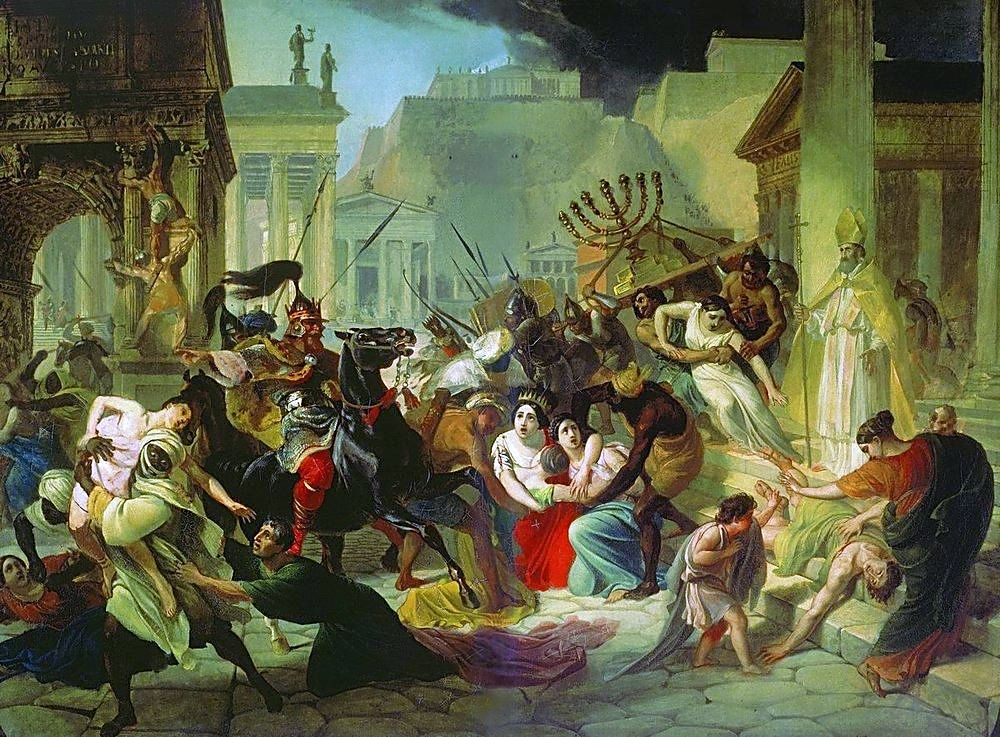
Cuadro del pintor ruso del Karl Briulov sobre el saqueo de Roma por los vándalos en el que se aprecia la visión tradicional que ha prevalecido sobre los vándalos y sobre los «bárbaros» en general, movidos por un insaciable afán de botín. A la izquierda aparece a caballo el rey vándalo Genserico dirigiendo a sus huestes. A la derecha el obispo de Roma León I el Magno contemplando desolado el pillaje.

La piratería vándala se ha explicado tradicionalmente por el afán de botín que habría caracterizado a todos los bárbaros que invadieron el Imperio romano. Sin embargo, en la actualidad tiende a interpretarse de una forma completamente diferente, como es el caso del historiador español David Álvarez Jiménez . «El recurso a la piratería representaba la búsqueda de una igualación del potencial de los dos contendientes a través de la maximización de las fortalezas vándalas y, análogamente, de la explotación de la debilidad de un Estado como el romano que se había despreocupado durante largo tiempo de la seguridad marítima en el Mare Nostrum», ha afirmado Álvarez Jiménez. «La piratería vándala ha de considerarse ciertamente como un instrumento político fundamental para la creación y el mantenimiento del primer reino germánico establecido en suelo imperial, el Regnum Vandalorum et Alanorum», añade este historiador.
Los vándalos jamás se llamaron a sí mismos piratas; se consideraban guerreros. Quienes les calificaron como piratas fueron las fuentes romanas. Sin embargo, entre los historiadores actuales existe un consenso muy amplio en calificar las actividades marítimas vándalas como actos de piratería. Además de que nunca hubo un enfrentamiento naval con el Imperio romano ni pretensión de que lo hubiera, ni tampoco una declaración de guerra explícita, la estrategia vándala fue «genuinamente pirática» por que se basó en «golpes rápidos, valiéndose de la sorpresa, con los que hacer daños localizados». David Álvarez Jiménez la denomina «piratería de Estado» porque fue ordenada y dirigida por el rey vándalo Genserico quien supo aprovechar las carencias navales del Imperio romano del siglo V y finalmente derrotarle asegurando así la supervivencia y continuidad de su regnum. Por eso mismo, califica al reino vándalo como «reino pirata», «el oponente más formidable contra el que se enfrentó el Imperio en el siglo V».
Las acciones piráticas vándalas no consistían en el abordaje de navíos en el mar, sino en desembarcos en la costa para saquear los núcleos poblados en los que se apoderaban de sus riquezas en numerario y bienes suntuarios y apresaban a sus habitantes llevándoselos consigo. Asaltaban lugares con fácil huida y en los que no hubiera ningún destacamento militar romano. Para determinar sus objetivos se valían de las informaciones que les proporcionaban los comerciantes que frecuentaban el puerto de Cartago de cuya fiabilidad da idea que solo dos incursiones fueron interceptadas militarmente en más de veinte años. Los barcos utilizados en las acciones piráticas eran mercantes y no naves de guerra, ya que estas últimas no podían transportar las tropas de caballería que eran el arma utilizada en los asaltos a las poblaciones costeras. Además estas embarcaciones mercantes les proporcionaba un camuflaje, ya que solo desvelaban sus intenciones cuando se acercaban a sus objetivos e izaban las enseñas vándalas con forma de dragón (dracones). En los desembarcos no sólo participaban vándalos, sino también mauri e incluso, probablemente, africanorromanos, especialmente en las tareas de navegación.
Así describió Procopio de Cesarea las acciones piráticas vándalas:

Por aquel entonces Genserico, habiéndose ganado el favor de los mauri, después de morir Valentiniano [en 455], hacía incursiones en Sicilia y en Italia cada año al comienzo de la primavera y de las ciudades, a unas las esclavizaba mientras que a las otras las dejaba arrasadas hasta los cimientos, saqueándolo todo y cuando el país quedó despoblado y sin riquezas, se lanzó contra los dominios del emperador de Oriente. Pues bien, allí devastó Iliria, la mayor parte del Peloponeso y del resto de Grecia y cuantas islas estaban próximas a ella. Y de nuevo partió para Sicilia e Italia y siguió saqueando y asolando todos los lugares uno detrás de otro.

## Organización política y territorial
La unidad de los vándalos era más bien política que cultural, ya que a los lejanos herederos de los Vandili —nombre dado por las fuentes latinas al pueblo asentado en el sur de la actual Polonia desde el siglo I a. C.— se les habían ido uniendo otros pueblos durante su desplazamiento hacia la Europa central en los siglos II y III y hacia el Rin a finales del siglo IV. Por sus contactos con el Imperio, este conglomerado de pueblos estaba ya bastante impregnado de la cultura romana cuando cruzaron el estrecho de Gibraltar.
El primer problema que se les planteó a los conquistadores vándalos fue la inmensa desproporción en número entre ellos —se trataba de unas 15 000 o 20 000 familias— y los varios millones de habitantes de la diócesis de África, probablemente la región más próspera y la más urbanizada del Imperio romano occidental. Genserico decidió por ello concentrar a su pueblo en una única provincia, el África proconsular, donde se encontraba Cartago. Como ha señalado Yves Modéran, «quería ciertamente impedir su disolución social y cultural en la masa romana». La contrapartida fue que el resto de provincias del reino —Genserico no modificó la división provincial romana existente— gozaron de una relativa mayor libertad.

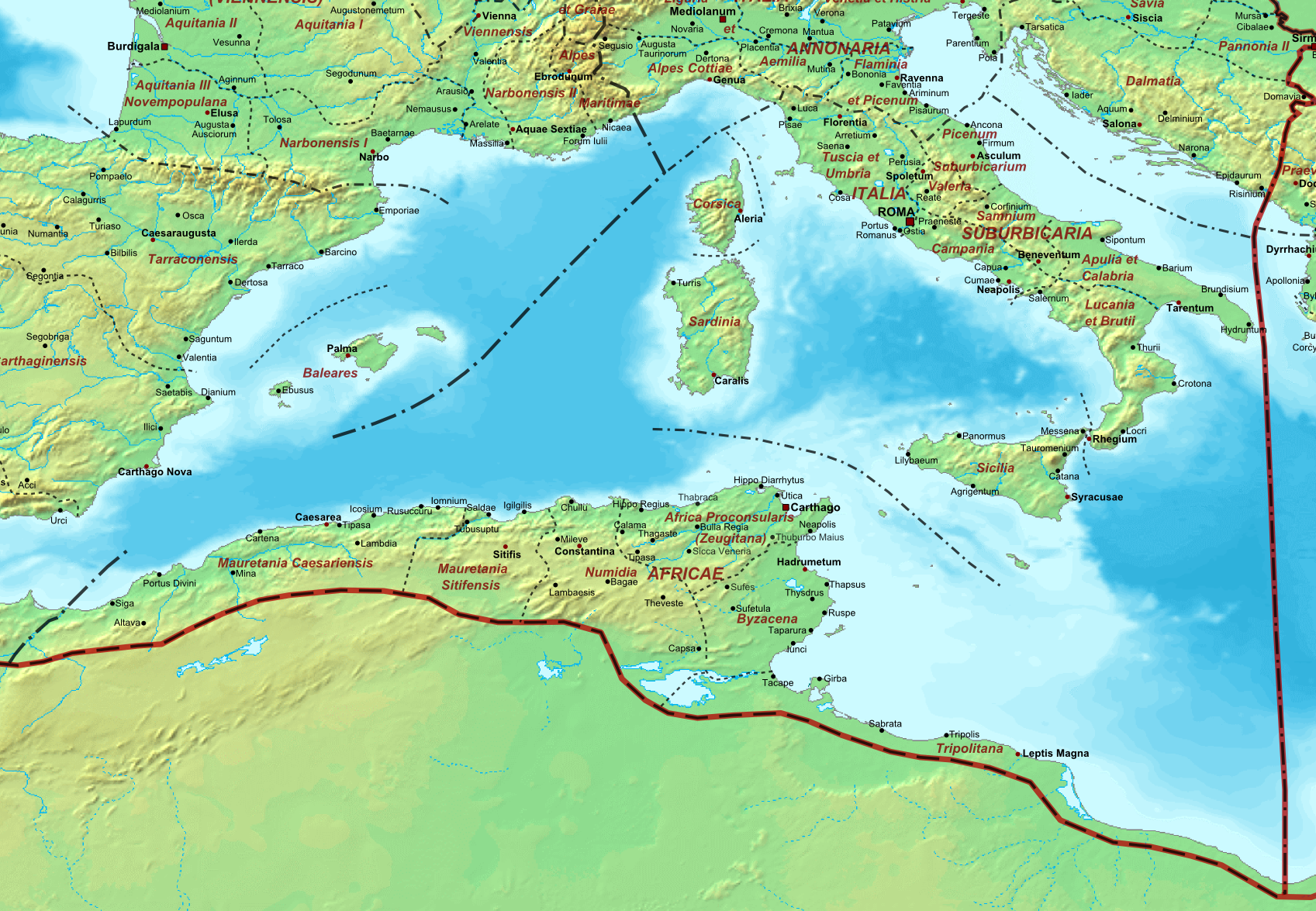
Mapa de la diócesis de África del Imperio romano. Los vándalos mantuvieron esta división administrativa para su reino. No introdujeron cambios ni en los límites de las provincias ni en sus nombres.

Genserico dejó casi intacta la organización económica y social existente, lo que facilitó enormemente la adhesión de los romanos al nuevo poder vándalo. Fue así como, pasado el choque de la conquista, nació progresivamente «un reino mucho más romano que “bárbaro”», ha indicado Yves Modéran. De tal modo que, antes de que lo hicieran visigodos o francos, el reino vándalo se dotó de una capital única, Cartago, con su corte, que imitaba a la de Constantinopla y que estaba encabezada por praepositus regni, una especie de primer ministro germánico; los reyes adoptaron una titulación copiando a la de los emperadores y emitieron monedas con su efigie y con leyendas latinas. Además las leyes, promulgadas en latín, tomaban como modelo la legislación romana. Por ejemplo, la ley de 484 de Hunerico que imponía el cristianismo arriano a todos los habitantes del reino copió palabra por palabra constituciones imperiales de 409 y 412 así como las penas a aplicar a los que no la cumplieran. El derecho romano se continuó aplicando, salvo quizás a los propios vándalos, como se ha podido comprobar en las llamadas «Tablillas Albertini» descubiertas en 1928 cerca de Tebessa en las que se hace constante referencia a la Lex Manciana de cuatro siglos antes.
Los reyes vándalos mantuvieron la administración provincial y municipal romanas. Al frente de las provincias —no se introdujeron cambios ni en sus límites ni en sus nombres— nombraron a miembros de la aristocracia senatorial local. Y del gobierno de las ciudades se siguieron encargando los consejos municipales que, por ejemplo, continuaron designando cada año a los flaminis responsables del culto imperial, aunque ahora dedicados a un culto laicizado de los reyes de la dinastía de los asdingos.

## Política religiosa
Los vándalos eran cristianos arrianos —se habían convertido al cristianismo probablemente a principios del siglo V d. C.— y se propusieron convertir a su fe a la población romana, que era mayoritariamente cristiana nicena, con el fin de conseguir la unidad religiosa que les garantizara la fidelidad y la docilidad de esas poblaciones sometidas a su gobierno y parte de las cuales trabajaba para ellos. Con ese fin confiscaron los bienes de la Iglesia «católica», sustituyeron a sus obispos y prohibieron sus ritos, aunque no diferían mucho de los de la Iglesia arriana. En ocasiones se produjo una verdadera persecución de los «católicos», especialmente violenta cuando en 484 Hunerico se propuso convertir a la fuerza a todos los habitantes del reino.
Hunerico, que afirmaba ser rey por voluntad de Dios, comenzó su reinado de forma tolerante tras la persecuciones llevadas a cabo por su padre Genserico. Así, acordó un tratado como el emperador de Oriente Zenón en el que autorizaba la elección de obispos católicos a condición de que Zenón hiciera lo mismo con los obispos arrianos en sus dominios. Pero en 484 Hunerico promulgó un edicto en que ponía fin a la tolerancia al mismo tiempo que convocaba un concilio para que se llegara a la unidad entre católicos y arrianos. Como este fracasó decretó la represión de los católicos. Los bienes de las sedes episcopales fueron incautados, sus obispos obligados a exiliarse y el bajo clero fue objeto de violencias físicas. Guntamundo seguiría esta misma política, aunque atenuada, y su sucesor Trasamundo se propuso formar una verdadera iglesia «nacional» arriana. Este ordenó el exilio de sacerdotes y obispos católicos a la isla de Cerdeña, que formaba parte del reino vándalo, entre los que se encontraba Fulgencio obispo de Ruspe, en la provincia de Bizacena. Debido a su prestigio como teólogo, Trasamundo le hizo volver a Cartago en 515 para discutir con él sobre la Trinidad, motivo central de discrepancia entre arrianos y católicos. Como Fulgencio no abandonó su activismo antiarriano —su crítica al arrianismo fue recopilada en su tratado Contra Arianos— Trasamundo lo envió de vuelta a Cerdeña en 518, donde fundó un monasterio con scriptorium.
Así pues, la política religiosa «proarriana» creó un clima de enfrentamiento entre la Iglesia «católica» y el poder vándalo, sobre todo en la provincia del África proconsular donde se asentaron la inmensa mayoría de los vándalos y de los alanos, ya que fue allí donde se aplicó de forma más radical, mientras que en el resto de las provincias predominó la tolerancia. Los clérigos nicenos no cesaron de denunciar a los vándalos como «herejes» y «bárbaros» hasta el punto que en la decisión de Justiniano de poner fin al reino vándalo pesó mucho lo que le dijeron los exiliados africanos en Constantinopla, mencionando especialmente a los «mártires» del año 484. El sacerdote Victor de Vita escribió hacia el 489 una Una historia de la persecución de la provincia de África en uno de cuyos pasajes decía lo siguiente:

En cuanto a vosotros, los pocos, que amáis a los bárbaros y los elogiáis, para vuestra condena, examinad bien su nombre y sed conscientes de sus costumbres. ¿Se los puede denominar de otra manera que no sea con el nombre de «bárbaros», que implica evidentemente los términos de ferocidad, de crueldad y de terror? Por muchos regalos con los que se los quiera mimar, por mucha obsequiosidad con los que se oes quiera engatusar, estas personas no saben otra cosa que envidiar a los romanos.

Con Hilderico, que a diferencia de sus antecesores era católico, educado en Constantinopla y amigo de Justiniano, se produjo un cambio radical en la política religiosa, ya que promulgó un edicto de libertad de culto y restableció a los obispos católicos en sus sedes, pero fracasó en su intento de convertir a su reino al catolicismo, lo que acabaría costándole la corona. Fue depuesto en 530 y sustituido por el arriano Gelimer, sobrino de Guntamundo y Trasamundo.

## Cultura

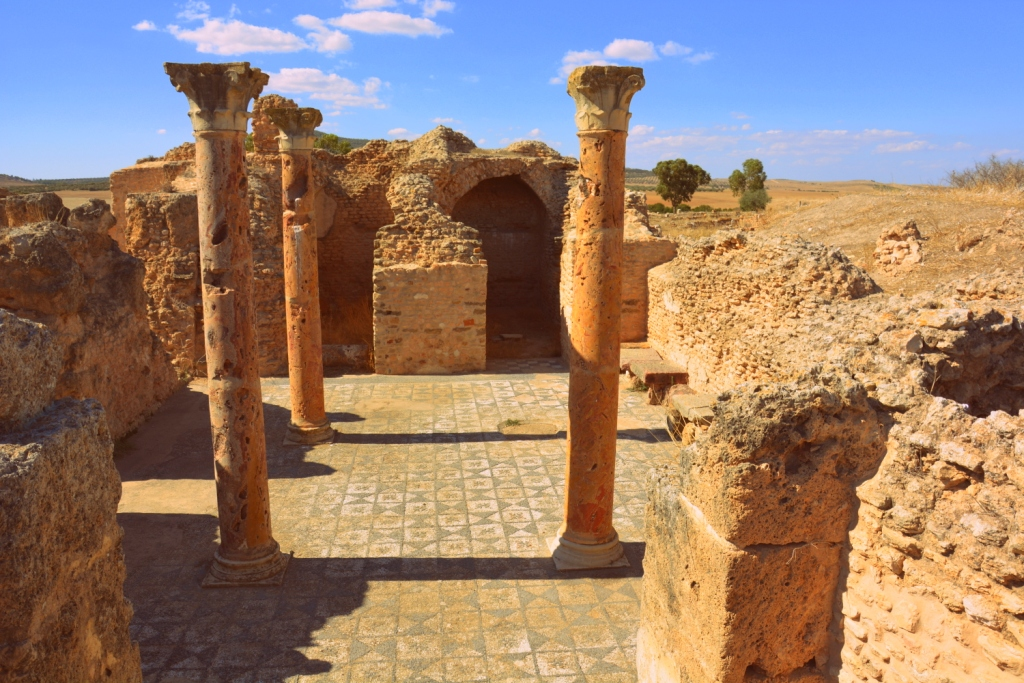
Termas de la ciudad de Thuburbo Maius. Los vándalos las conservaron con gran cuidado como un símbolo de la civilización romana de la que ellos se consideraban continuadores.

Los vándalos mantuvieron en lo esencial la herencia urbanística romana, aunque introdujeron algunos cambios como la desaparición del foro o la construcción de nuevos barrios normalmente alrededor de una basílica. Además de nuevas basílicas también construyeron capillas y monasterios, siempre siguiendo las formas arquitectónicas y ornamentales romanas. Los mosaicos, en los que los afrorromanos eran consumados maestros, decoraron no sólo los edificios religiosos, sino también las mansiones privadas, tanto propiedad de vándalos como de romanos, sin que sea posible diferenciarlas.
Entre los edificios públicos, los que más fascinaron a los vándalos fueron las termas, que no eran solo un sitio para el baño, sino un lugar de sociabilidad y de cultura simbolizando los valores de la civilización romana. Muchas fueron restauradas, otras perfectamente mantenidas, como las de Thuburbo Maius o Bulla Regia, y también se edificaron algunas nuevas. En la colección de versos conocida como la Antología latina una serie de poemas celebran la edificación por el rey Trasamundo (496-523) de las termas de Alianas en las afueras de Cartago.
Otros documentos también atestiguan que los vándalos, o al menos la élite establecida en Cartago, adoptaron el estilo de vida romano. El poeta Draconcio, que escribe a finales del siglo V, elogia las escuelas de gramáticos de Cartago y felicita a uno de ellos porque «reúne en su auditorio a los descendientes de Rómulo con los bárbaros». Por su parte, Luxurius, uno de los poetas de la Antología latina, escribe epigramas celebrando a las estrellas del teatro, del hipódromo y del anfiteatro de Cartago, todos ellos lugares de espectáculo romanos aparentemente muy populares. Todos estos textos confirman el juicio del historiador griego Procopio de Cesarea, que participó en la expedición bizantina de 533 que acabó con el reino vándalo y, por tanto, fue testigo directo de la situación en su etapa final:

Desde que ocuparon África, tomaban todos cotidianamente baños, y sus mesas rebosaban de los mejores y más agradables productos terrestres o marítimos. [...] Cuando disfrutaban de placeres, lo pasaban en los teatros y los hipódromos, y si se libraban a toda suerte de placeres, amaban especialmente los de la caza. [...] Porque de todos los pueblos que nosotros conocemos, los vándalos han sido el más delicado.